# Candidats à l'élection présidentielle française de 2012
Pour un article plus général, voir Élection présidentielle française de 2012.
Cette page présente les candidats à l'élection présidentielle française de 2012, dont le premier tour a eu lieu le 22 avril 2012 et le second le 6 mai 2012, ainsi que les candidatures qui ont été retirées ou qui n'ont pas abouti.

## Candidats
La liste des candidats admis à participer au premier tour a été rendue publique par le Conseil constitutionnel le 19 mars 2012. Les candidats sont présentés selon l'ordre du tirage officiel réalisé par le Conseil constitutionnel.

### Eva Joly

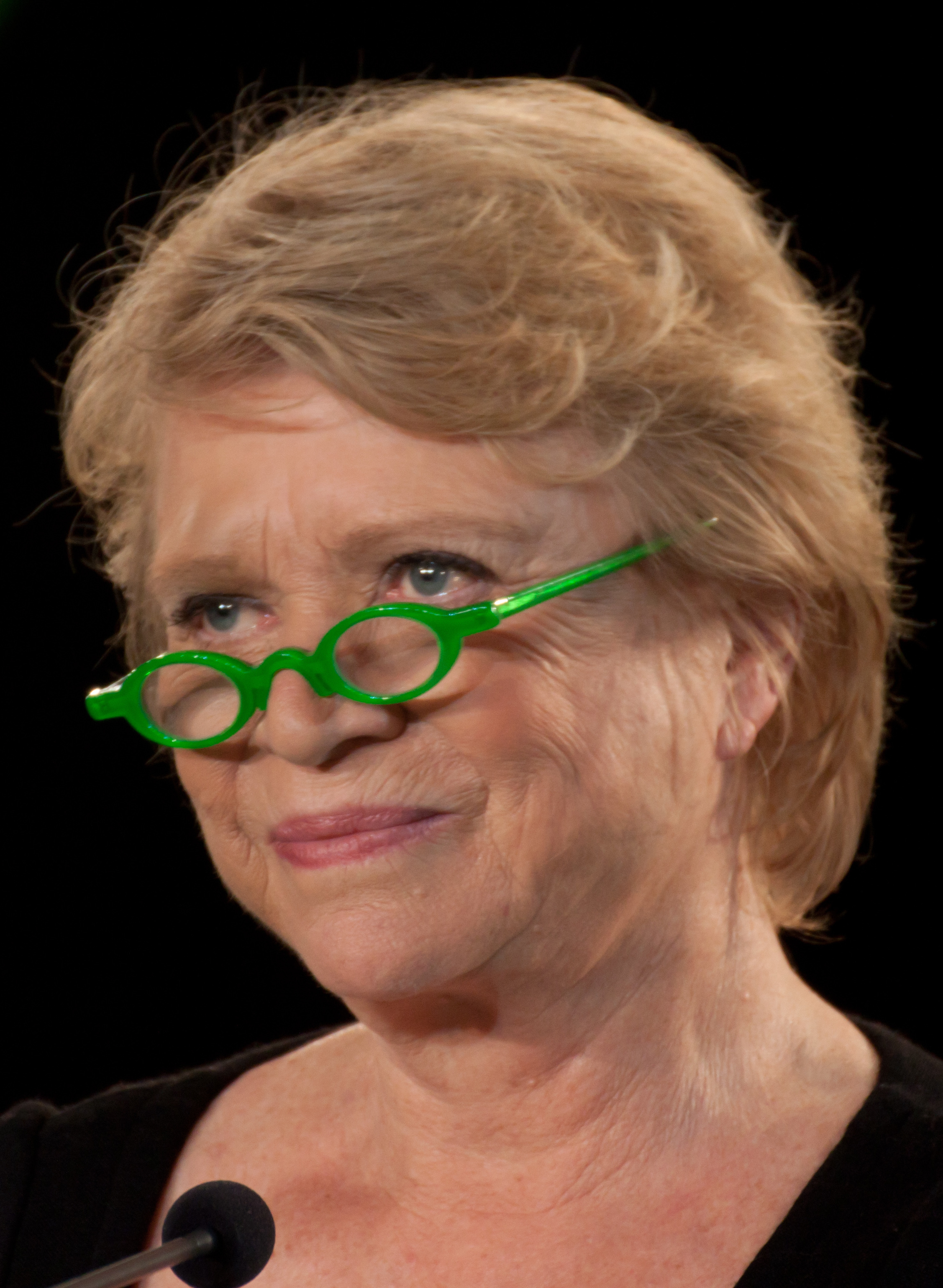
Eva Joly

Eva Joly, norvégienne et française, est la candidate du parti de gauche écologiste Europe Écologie Les Verts (EELV)
Elle est également soutenue par le Mouvement écologiste indépendant et la fédération Régions et peuples solidaires.
Tout comme au Parti socialiste, une primaire est organisée pour désigner le candidat d'Europe Écologie Les Verts. Nicolas Hulot, Stéphane Lhomme et Henri Stoll sont éliminés à l'issue du processus de la primaire.
Eva Joly est officiellement investie le 12 juillet 2011 candidate d'EELV pour l'élection présidentielle de 2012.
Mandats et fonctions :
- Députée européenne depuis 2009.

### Marine Le Pen

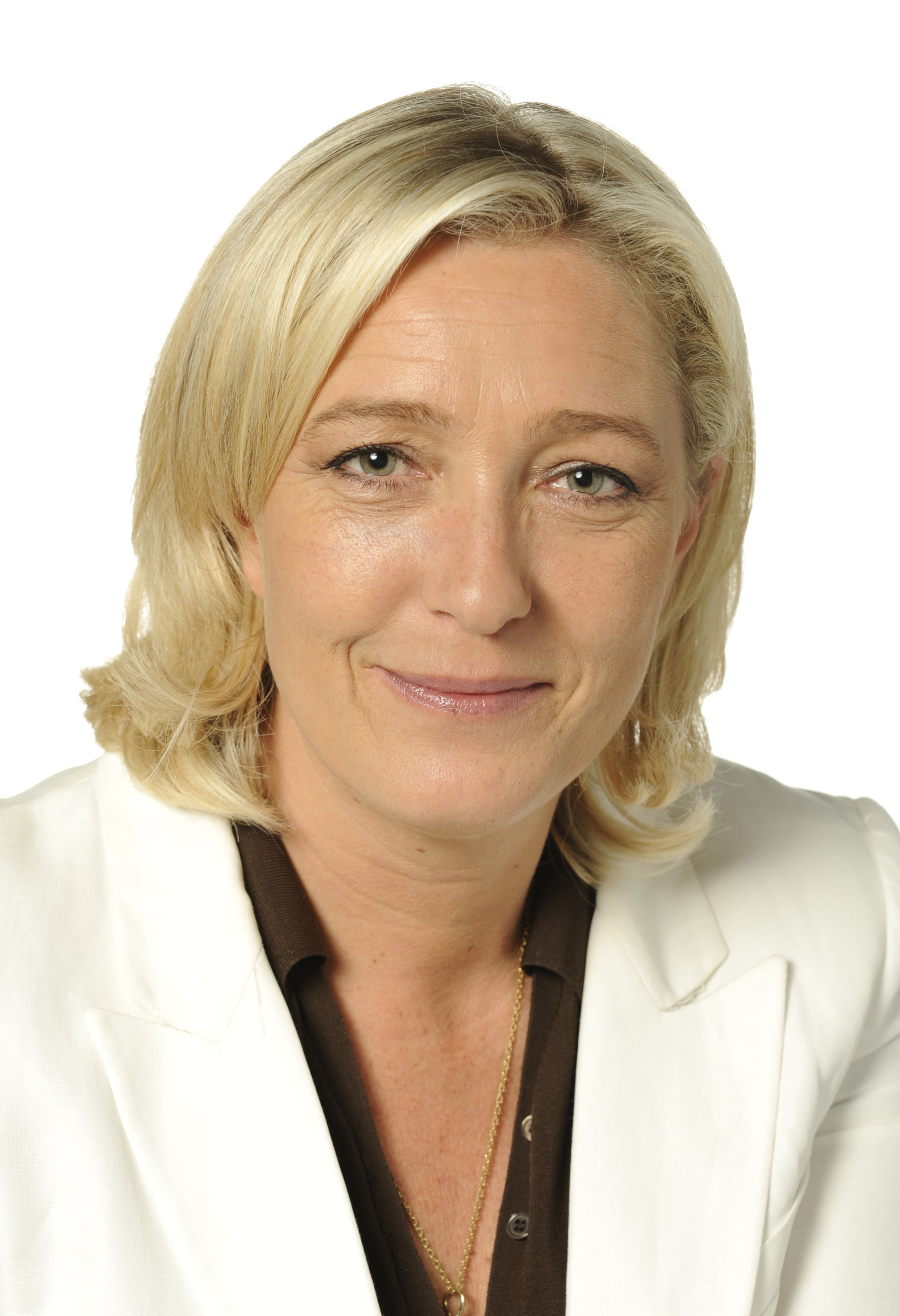
Marine Le Pen

Marine Le Pen est la candidate du parti d'extrême droite Front national.
Elle est également soutenue par le Rassemblement pour l'indépendance de la France et Souveraineté, identité et libertés.
Marine Le Pen succède à son père Jean-Marie Le Pen (qui avait annoncé dès 2010 qu'il ne se présenterait pas une nouvelle fois en 2012) pour représenter son parti à l'élection présidentielle. 
Le congrès du FN des 15 et 16 janvier 2011 désigne le chef du parti et, selon les commentateurs, le candidat à l'élection présidentielle. Néanmoins, Bruno Gollnisch affirmait distinguer les deux échéances, et ne pas s'opposer à ce que Marine Le Pen soit la candidate du Front national même au cas où il remporterait le vote, tandis que celle-ci avait fait savoir qu'elle ne se présenterait pas à l'élection présidentielle en cas de défaite, le gagnant de l'élection interne devant selon elle représenter le parti en 2012. Marine Le Pen est élue présidente du Front national face à Bruno Gollnisch le 16 janvier 2011. Sa candidature à l'élection présidentielle est validée à l'unanimité par le bureau politique du FN quatre mois plus tard. Le Rassemblement pour l'indépendance et la souveraineté de la France (RIF) participe à sa campagne.
Marine Le Pen affirme avoir des difficultés à obtenir les 500 parrainages d'élus indispensables pour que sa candidature soit validée par le Conseil constitutionnel. Le Conseil d'État décide, le 2 février 2012, de transmettre au Conseil constitutionnel la question prioritaire de constitutionalité (QPC) soulevée par le Front national, qui souhaite l'anonymat des parrainages. Le 21 février 2012, le Conseil constitutionnel déclare conforme à la Constitution française le système actuel, qui impose la publicité du nom des élus accordant leur parrainage à un candidat.
Mandats et fonctions :
- Présidente du Front national.
- Députée européenne depuis 2004.
- Conseillère régionale du Nord-Pas-de-Calais.

### Nicolas Sarkozy

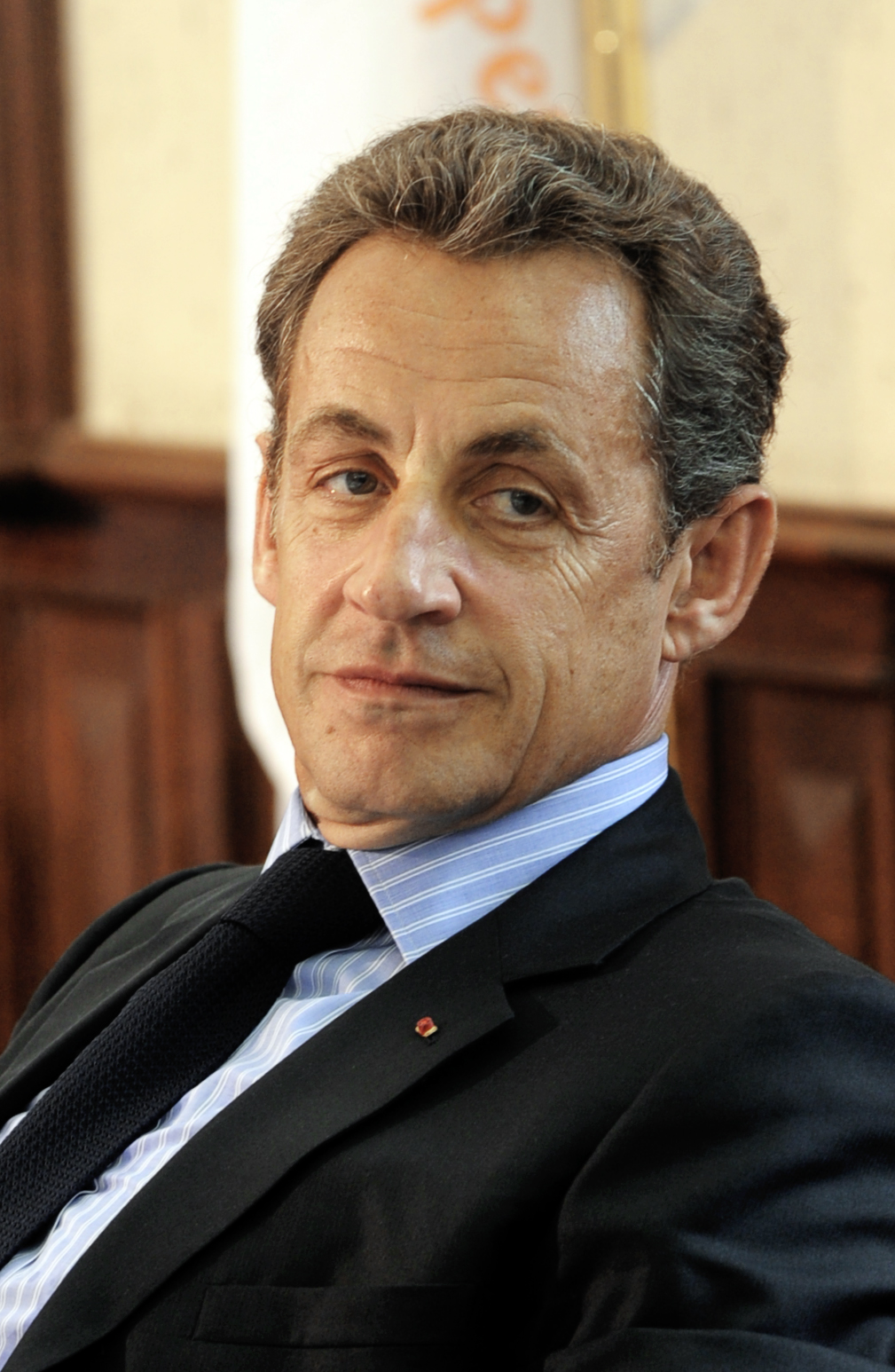
Nicolas Sarkozy

Nicolas Sarkozy, président de la République sortant, est le candidat du parti de droite Union pour un mouvement populaire (UMP), soutenu par Chasse, pêche, nature et traditions, le Nouveau Centre, le Parti chrétien-démocrate, le Parti radical, La Gauche moderne, Les Progressistes, Le Chêne et la Convention démocrate. 
À l'UMP, la candidature du chef de l'État sortant ne faisait guère de doute. Il évoque lui-même cette hypothèse à plusieurs reprises, en off. Ainsi, lors d'une réunion avec les députés UMP, en juillet 2009, Nicolas Sarkozy aurait déclaré : « Au pire, ou au mieux, vous en avez encore pour sept ans et demi avec moi! ». 
Cependant, les résultats défavorables des sondages effectués à partir des élections régionales de 2010 ainsi que la baisse importante de sa cote de popularité font s'interroger, les observateurs, sur ses chances de réélection,. Dans ce contexte, l'éventualité d'une autre candidature que la sienne à droite est évoquée, mais les possibles candidatures d'Alain Juppé et de François Fillon ne recueillent pas de meilleurs scores que celui du président sortant,.
L'article 14 des statuts de l'UMP stipule que c'est le congrès, composé de tous les adhérents à jour de cotisation, qui « choisit le candidat soutenu par l’Union à l’élection à la présidence de la République », et ceci même lorsqu'un président de la République souhaite se représenter (art. 49). La tenue de ce congrès partage cependant les responsables de l'UMP. En parallèle, Alain Juppé, maire de Bordeaux et ancien Premier ministre, annonce, en 2008, qu'il n'est « fermé à rien » concernant l'élection de 2012 puis, en 2010, il déclare sur BFM TV que Nicolas Sarkozy est « le candidat naturel de la majorité en 2012 » mais il ajoute alors : « S’il arrivait pour des raisons qui lui appartiennent, qu’il ne soit pas à nouveau candidat, moi je pense qu’il faudra des primaires au sein de l’UMP. Je n’exclus pas à ce moment-là d’être candidat à la candidature ».
Alors qu'il n'a pas encore annoncé sa décision de se représenter ou non, Nicolas Sarkozy est critiqué pour plusieurs déplacements en province dont les coûts sont pris en charge par les services de l'État. La Cour des comptes, tout en notant une réduction des coûts de fonctionnement de l'Élysée, juge que « le coût de certains voyages de très courte durée sur le territoire se révèle parfois élevé », tandis que le Parti socialiste saisit la Commission des comptes de campagne,. L'UMP estime de son côté que « le PS ne va pas interdire au président de présider » et s'interroge sur une possible mise au service de François Hollande des moyens des collectivités locales lors de la primaire socialiste. Nicolas Sarkozy annonce, en avril 2010, qu'il dira s'il présente sa candidature devant le congrès de l'UMP « à la fin de l'été 2011 ».
À partir de janvier 2012, les médias se font l'écho de déclarations de responsables de l'UMP qui confirment qu'il sera bien candidat,,. Le 1er février, Sarkozy confirme à des parlementaires de l'UMP qu'il sera candidat, mais refuse toujours de préciser la date de sa déclaration. Il officialise sa candidature le 15 février 2012 sur TF1, et est officiellement investi candidat de l'UMP lors du congrès du 11 mars 2012.
Mandats et fonctions
- Président de la République française depuis 2007.

Candidature précédente
- Élection présidentielle française de 2007 : 1er tour : 31,18 % (soit 11 448 663 voix) ; 2d tour : 53,06 % (soit 18 983 138 voix).

### Jean-Luc Mélenchon

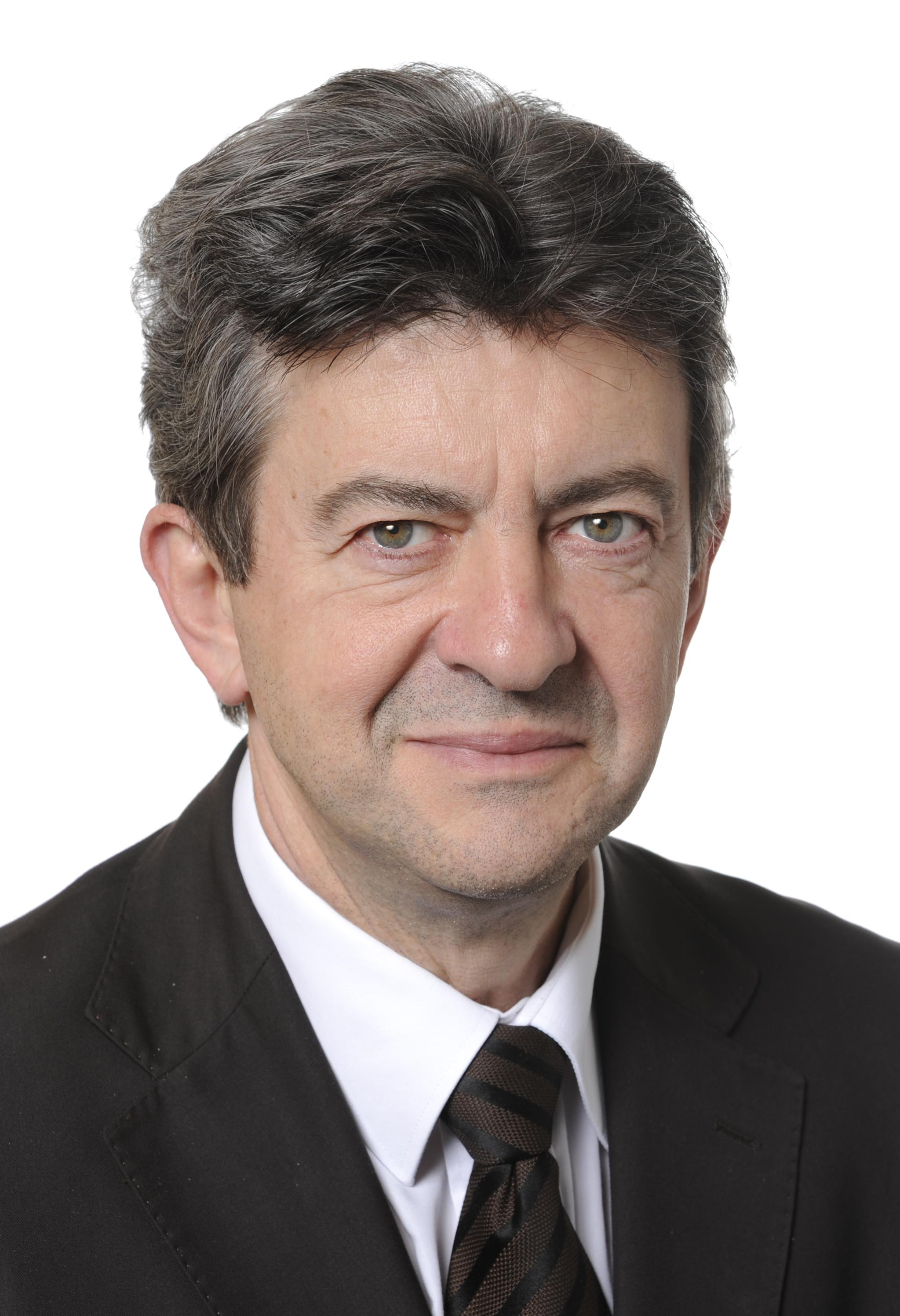
Jean-Luc Mélenchon

Jean-Luc Mélenchon est le candidat du Front de gauche, composé du Parti communiste français, du Parti de gauche, de Gauche unitaire, de République et socialisme, de Convergences et alternative, du Parti communiste des ouvriers de France et de la Fédération pour une alternative sociale et écologique.
Il est également soutenu par Les Alternatifs, l'Organisation de Femmes Égalité, le Mouvement politique d'éducation populaire, le Rassemblement des cercles communistes et Europe-Liberté
Le Front de gauche (FG) est une alliance électorale française initiée par le parti communiste français (PCF) et le parti de gauche (PG) lors des élections européennes de 2009. Le 5 juin 2011, la direction du parti communiste français (PCF) valide une candidature commune entre le PCF et le PG sous le rassemblement du Front de gauche. La direction du parti propose également la consultation des militants communistes pour la désignation de leur candidat. Du 16 au 18 juin 2011, les militants votent largement en faveur de la candidature du coprésident du Parti de gauche, Jean-Luc Mélenchon.
Jean-Luc Mélenchon, qui s'était déclaré officiellement candidat à l'élection présidentielle le 21 janvier 2011, est donc officiellement désigné candidat du Front de gauche pour l'élection présidentielle de 2012 par tous les partis composants le Front de gauche. 
Mandats et fonctions :
- Coprésident du Parti de gauche.
- Député européen depuis 2009.

### Philippe Poutou

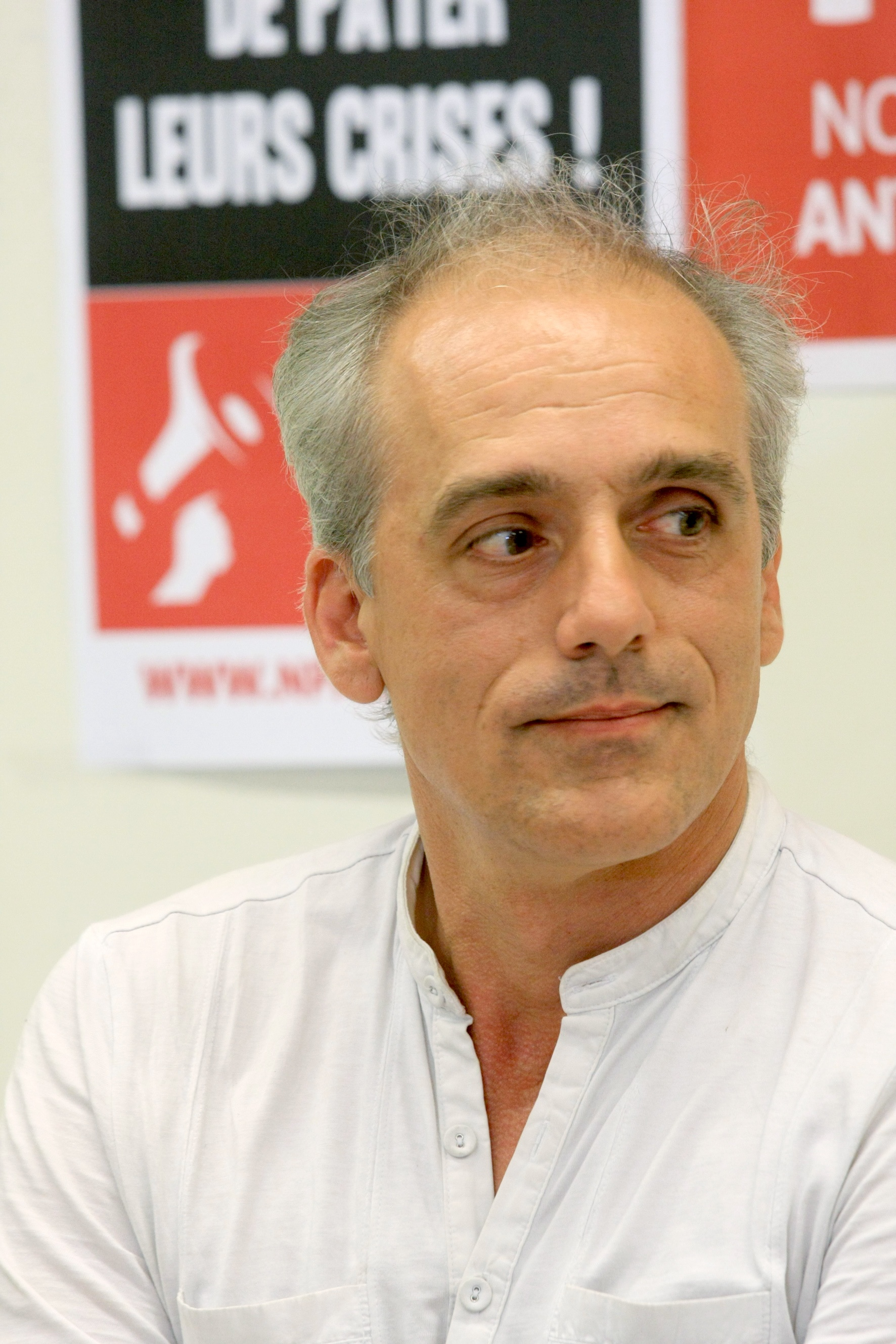
Philippe Poutou

Philippe Poutou est le candidat du parti d'extrême gauche Nouveau Parti anticapitaliste (NPA).
Olivier Besancenot, ancien porte-parole du NPA, deux fois candidat de la Ligue communiste révolutionnaire en 2002 et 2007, annonce en mai 2011 qu'il refuse de se présenter à nouveau. Le parti hésite alors entre quatre candidats pour le représenter pour cette échéance : Régis Louail (militant, salarié de l'automobile), Myriam Martin (co-porte-parole du NPA), Christine Poupin, (co-porte-parole du NPA) et Philippe Poutou (militant et salarié de l'automobile). 
Philippe Poutou est officiellement élu par les délégués réunis à Nanterre en conférence nationale le 25 juin 2011.
Mandats et fonctions :
- Aucune fonction politique officielle.

### Nathalie Arthaud

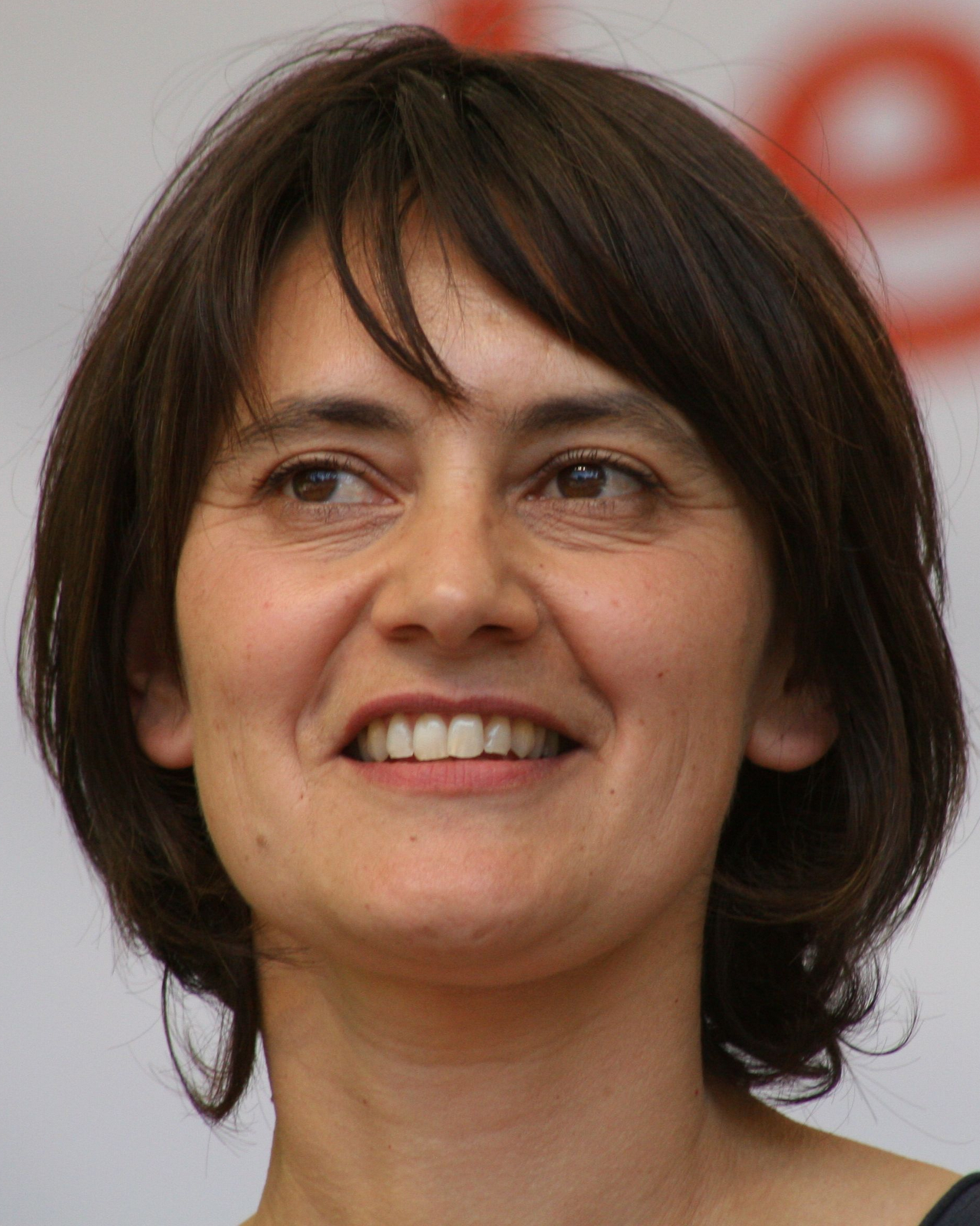
Nathalie Arthaud

Nathalie Arthaud est la candidate du parti d'extrême gauche Lutte ouvrière (LO).
Nathalie Arthaud est désignée candidate de Lutte ouvrière le 5 décembre 2010, lors d'un congrès à huis clos du parti trotskiste. Elle entend se placer dans « une continuité » avec son prédécesseur, Arlette Laguiller, six fois candidate aux élections présidentielles. Le 7 mars, elle dépose au conseil constitutionnel 521 signatures.
Mandats et fonctions :
- Porte-parole de Lutte ouvrière.
- Conseillère municipale de Vaulx-en-Velin.

### Jacques Cheminade

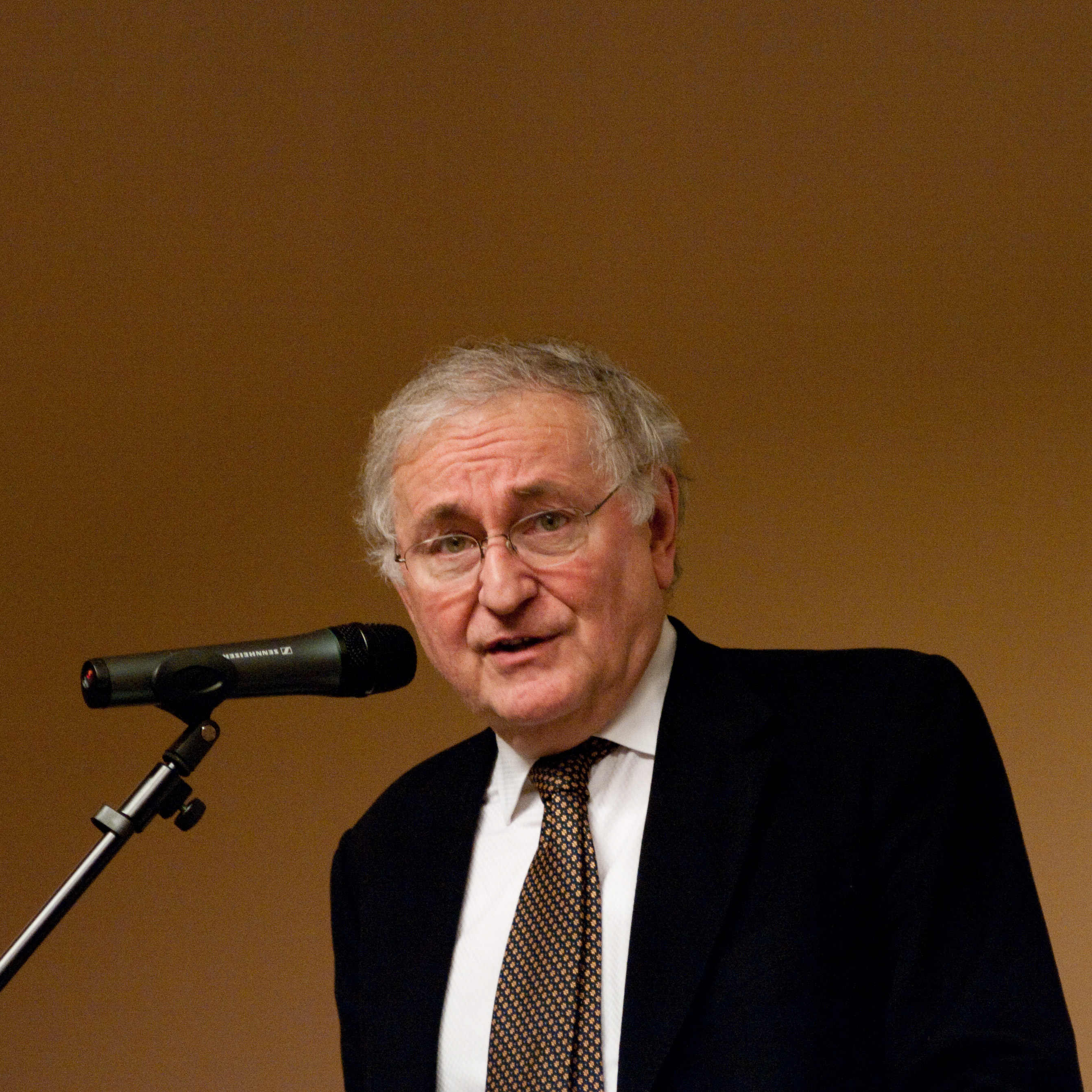
Jacques Cheminade

Jacques Cheminade est le candidat du parti Solidarité et progrès.
Jacques Cheminade, président de Solidarité et progrès, annonce sa candidature le 18 juin 2010. Candidat lors de l'élection présidentielle de 1995 (0,28 % des voix au premier tour), il n'avait pu obtenir un nombre suffisant de signatures en 2002 et en 2007. 
Le 31 janvier 2012, il annonce à Jean-Jacques Bourdin, sur l'antenne de RMC, avoir plus de 500 promesses de parrainages, et le 8 mars 2012, il dépose 538 signatures au Conseil constitutionnel.
Mandats et fonctions :
- Aucune fonction politique officielle.

Candidature précédente :
- Élection présidentielle française de 1995 : 0,28 % (soit 84 969 voix).

### François Bayrou

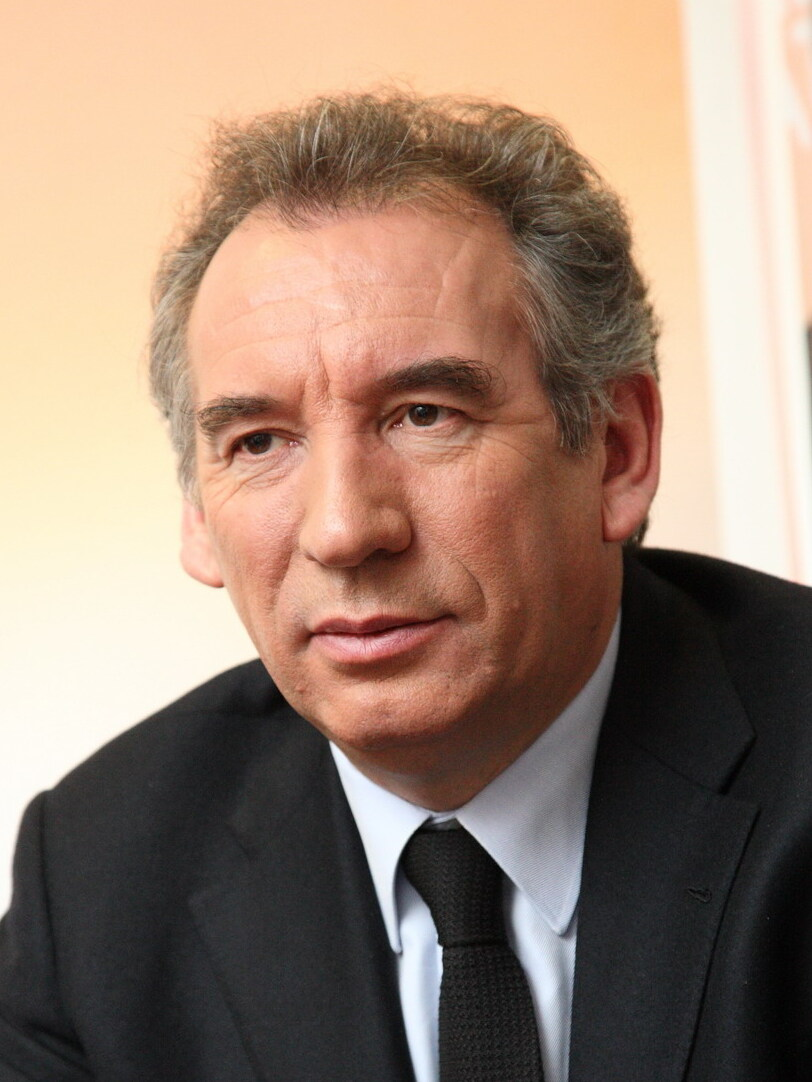
François Bayrou

François Bayrou est le candidat du parti centriste Mouvement démocrate (MoDem).
Il est également soutenu par l'Alliance centriste et le Parti libéral démocrate.
François Bayrou, deux fois candidat aux élections présidentielles de 2002 et 2007, annonce officiellement sa troisième candidature à l'élection présidentielle le 7 décembre 2011.
Mandats et fonctions :
- Président du Mouvement démocrate.
- Ministre de l’Éducation nationale de 1993 à 1997.
- Député des Pyrénées-Atlantiques depuis 2002.
- Conseiller municipal de Pau.

Candidatures précédentes :
- Élection présidentielle française de 2002 : 6,84 % (soit 1 949 170 voix).
- Élection présidentielle française de 2007 : 18,57 % (soit 6 820 119 voix).

### Nicolas Dupont-Aignan

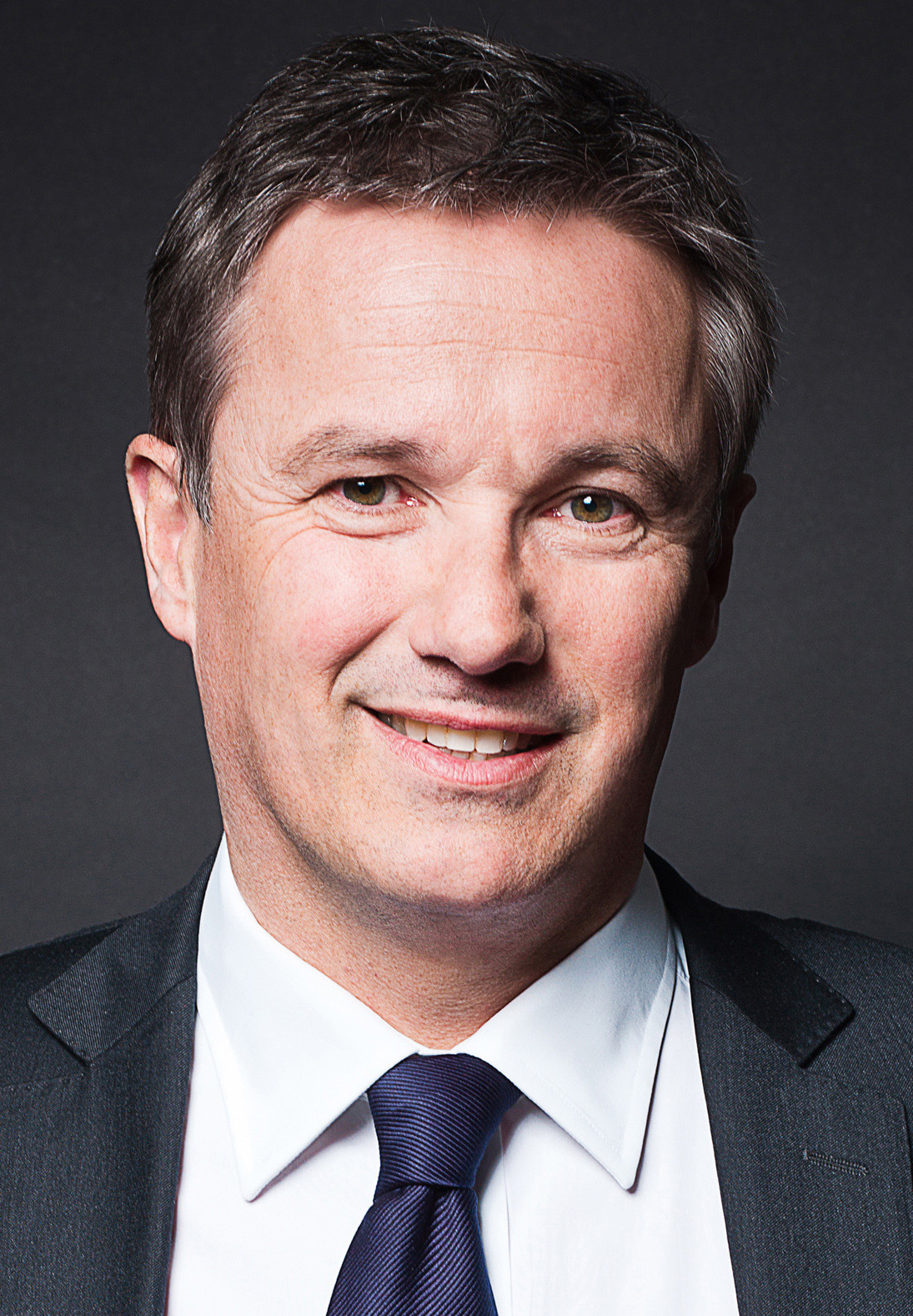
Nicolas Dupont-Aignan

Nicolas Dupont-Aignan est le candidat du parti gaulliste qu'il a fondé Debout la République (DLR) qui se veut fidèle aux idées fondatrices de la Ve République et du Conseil national de la Résistance. Il est le seul candidat qui exerce au moment de la campagne un mandat de maire.
Nicolas Dupont-Aignan se déclare déterminé pour se présenter en 2012. Fin 2010, il confirme son envie de lancer dans la course présidentielle. Député-maire d'Yerres, il n'avait pas obtenu les 500 parrainages nécessaires en 2007. 
En septembre 2009, à la suite des universités de rentrée du parti, il se déclare candidat pour l'élection présidentielle de 2012.
Il l'annonce également dans un billet écrit le 28 octobre 2010 en annonçant le lancement de sa campagne officielle dès le 2e Congrès de Debout la République le 21 novembre 2010 à Paris : "C’est cet espoir que je vous invite à venir partager le 21 novembre prochain à Paris, à l’occasion de notre grand Congrès au cours duquel je lancerai ma campagne présidentielle pour 2012, pour l’indépendance et la liberté de la France".
Mandats et fonctions :
- Président de Debout la République depuis 1999.
- Député de l'Essonne depuis 1997.
- Maire d'Yerres depuis 1995.

### François Hollande

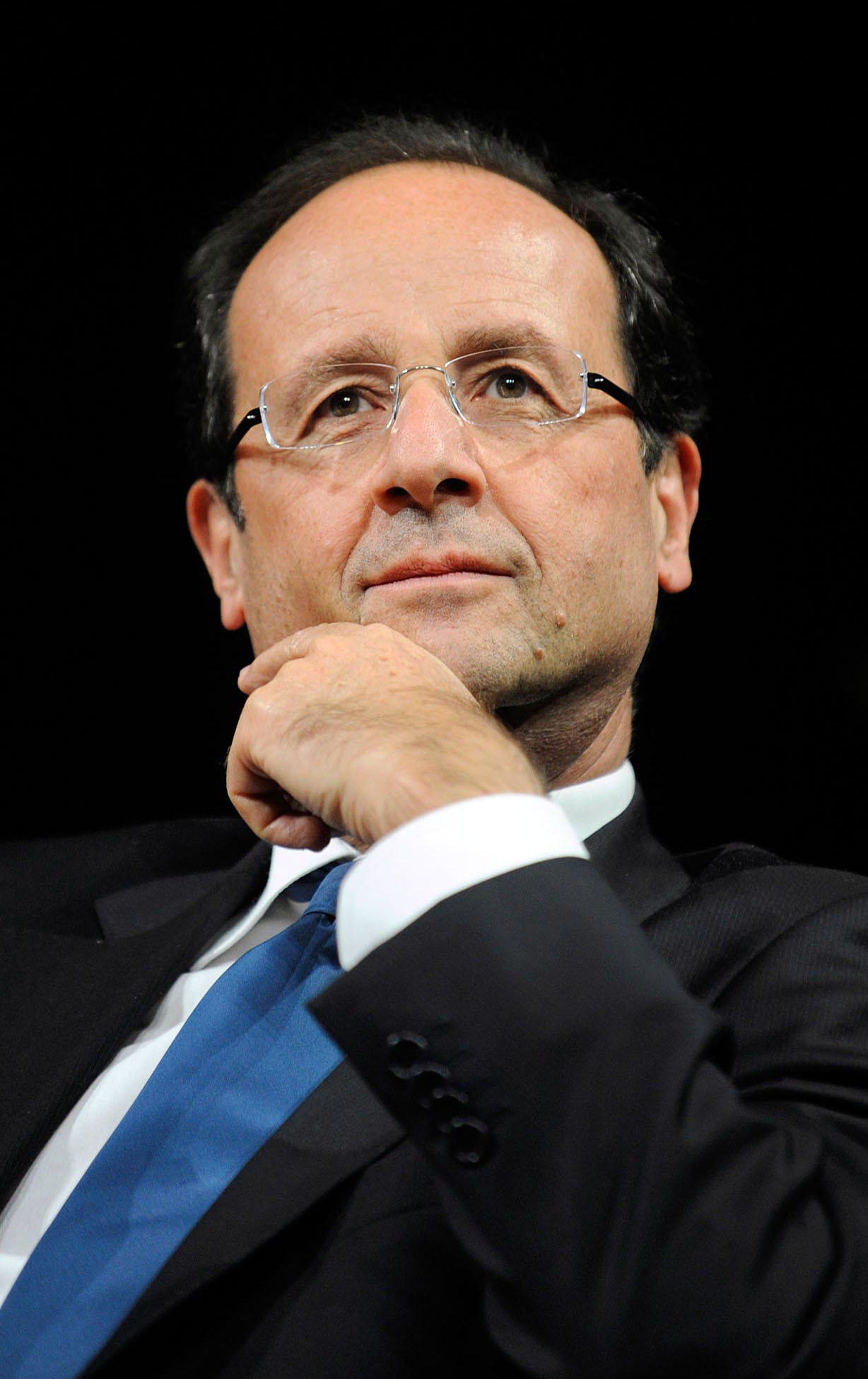
François Hollande

François Hollande est le candidat du Parti socialiste (PS)
Il est également soutenu par le Parti radical de gauche, le Mouvement républicain et citoyen, Génération écologie, le Mouvement unitaire progressiste et Cap21.
Dans le cadre de « Primaires ouvertes et populaires », l’élection du candidat socialiste à l'élection présidentielle française de 2012 a lieu les 9 octobre 2011 et 16 octobre 2011 :
- Jean-Michel Baylet, Arnaud Montebourg, Ségolène Royal et Manuel Valls sont éliminés au premier tour.
- François Hollande est élu au second tour face à Martine Aubry.

Mandats et fonctions :
- Président du conseil général de la Corrèze.
- Député de Corrèze depuis 1997.
- Premier secrétaire du Parti socialiste de 1997 à 2008.

## Candidatures retirées ou n'ayant pas abouti

### 500 parrainages non obtenus
Vingt-neuf personnes ont fait l'objet d'au moins une présentation valide sans atteindre les cinq cents nécessaires ; parmi elles, sept candidats ont obtenu plus de dix signatures. Le communiqué du conseil constitutionnel ne permet pas de connaitre le nom de ces candidats.

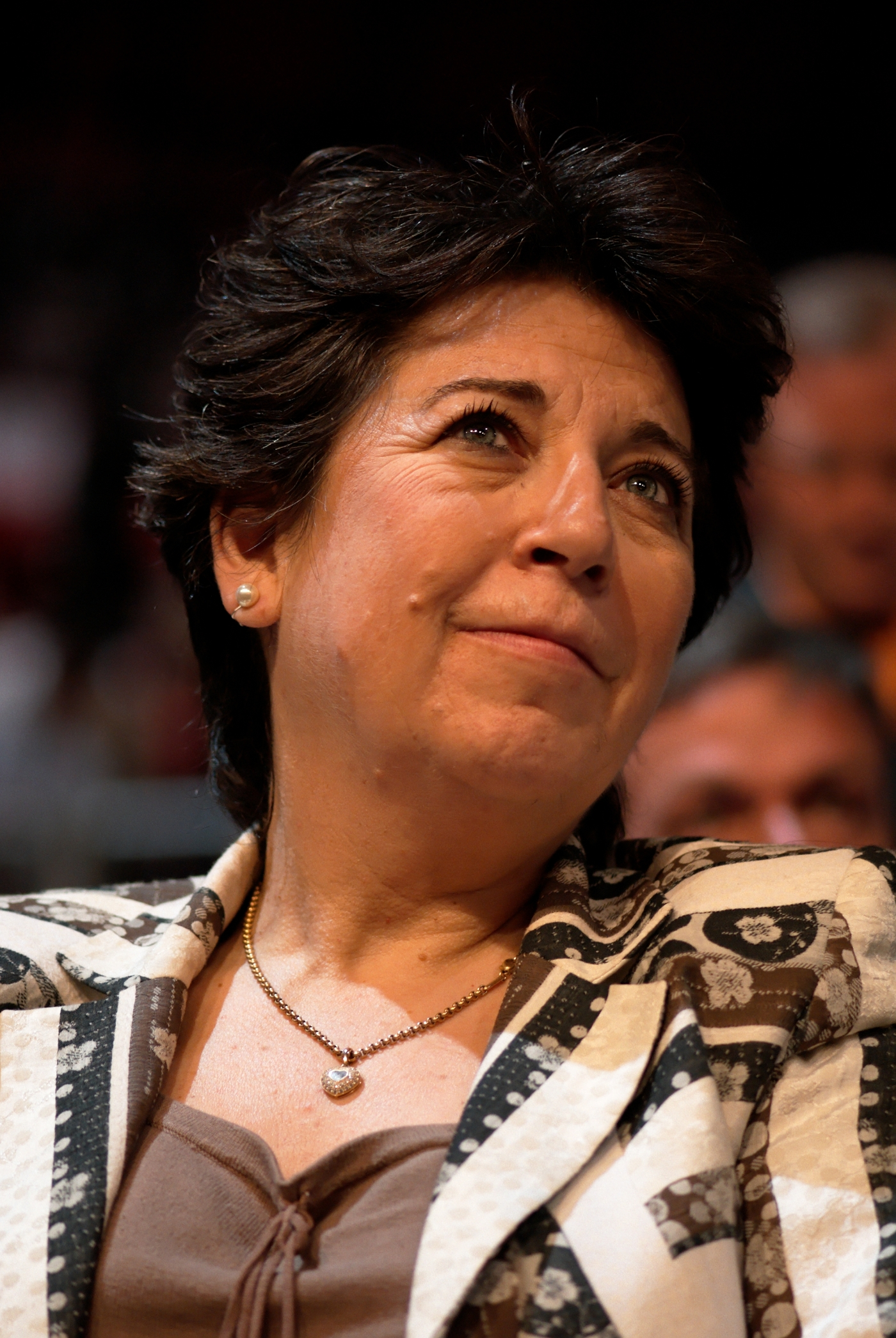
Corinne Lepage
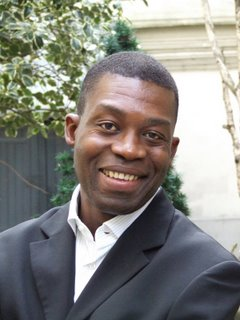
Patrick Lozès
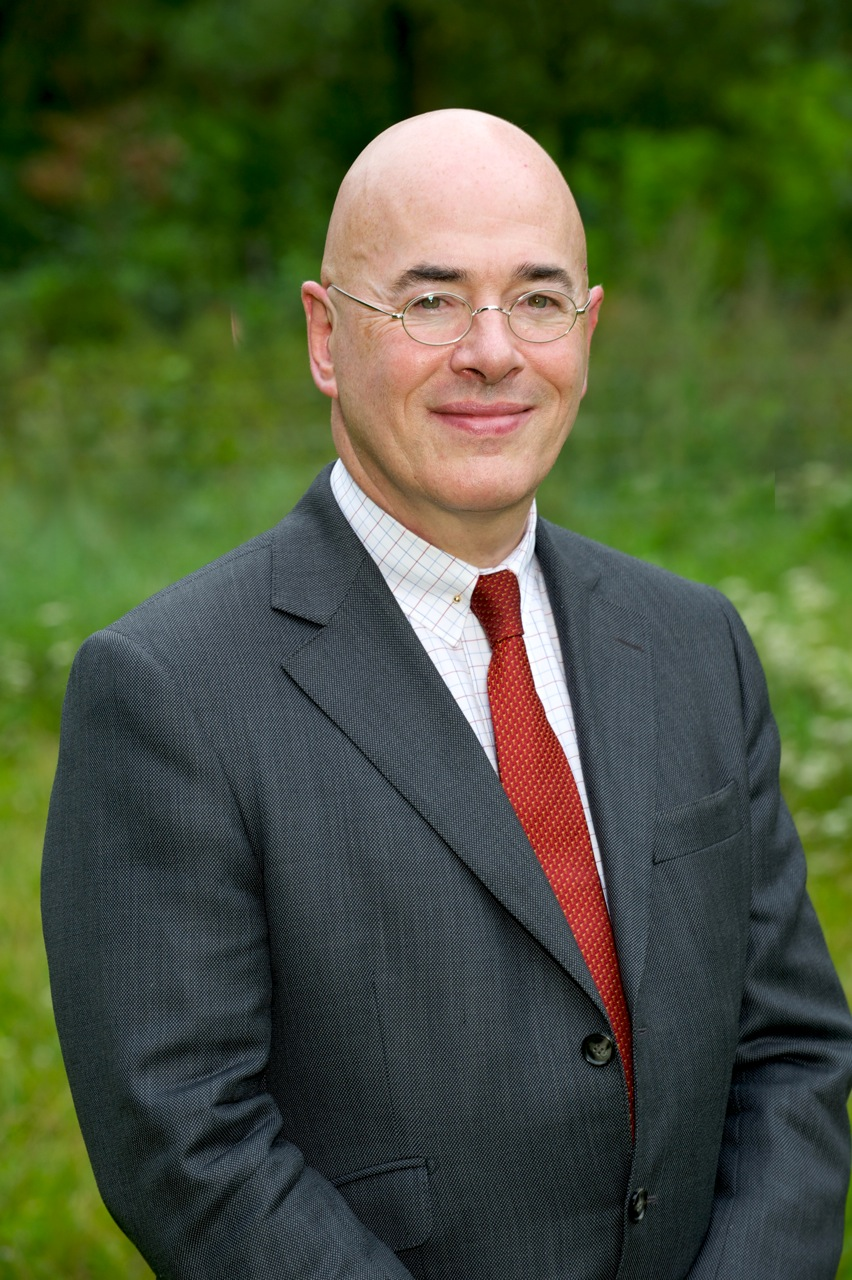
Patrick de Villenoisy
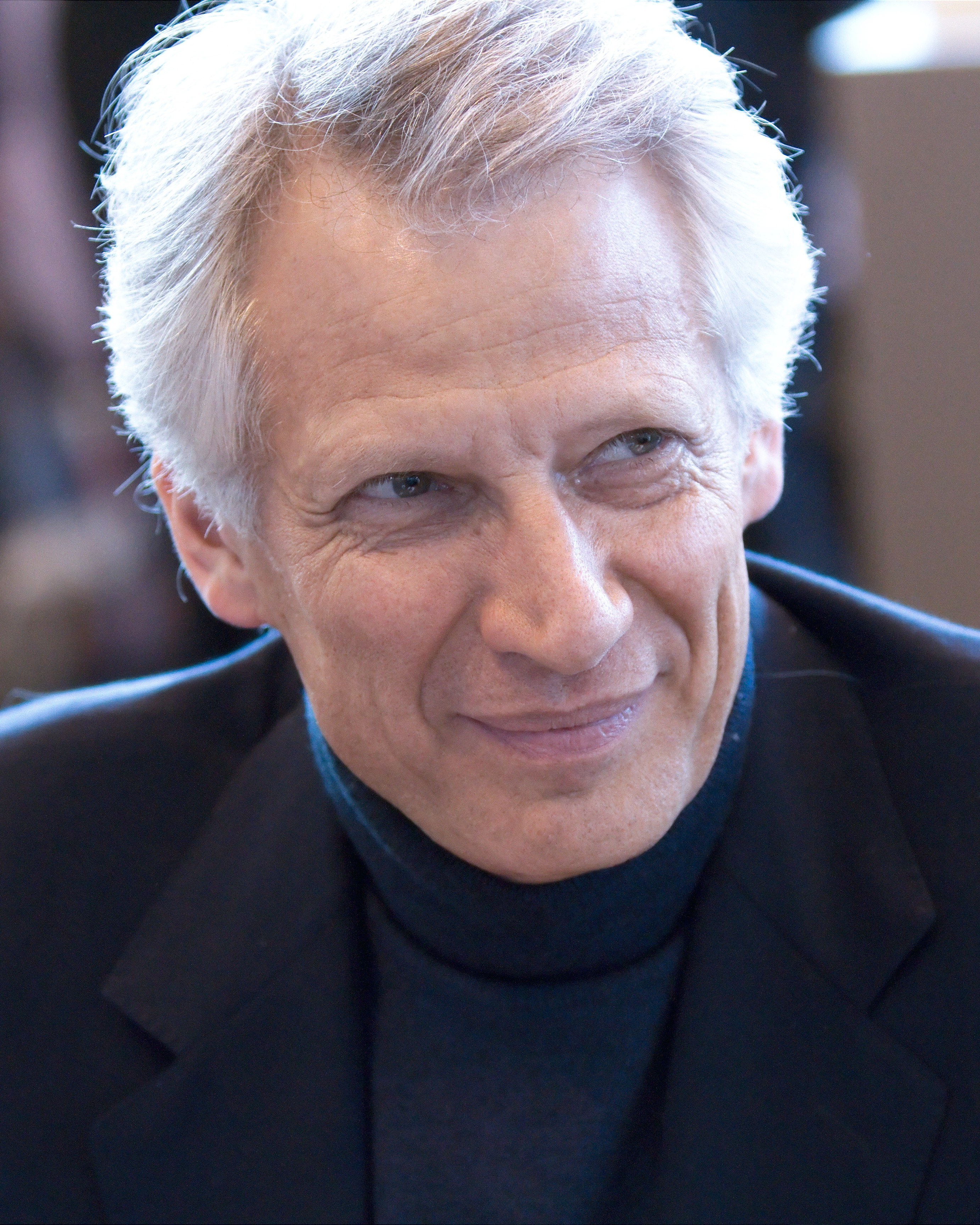
Dominique de Villepin
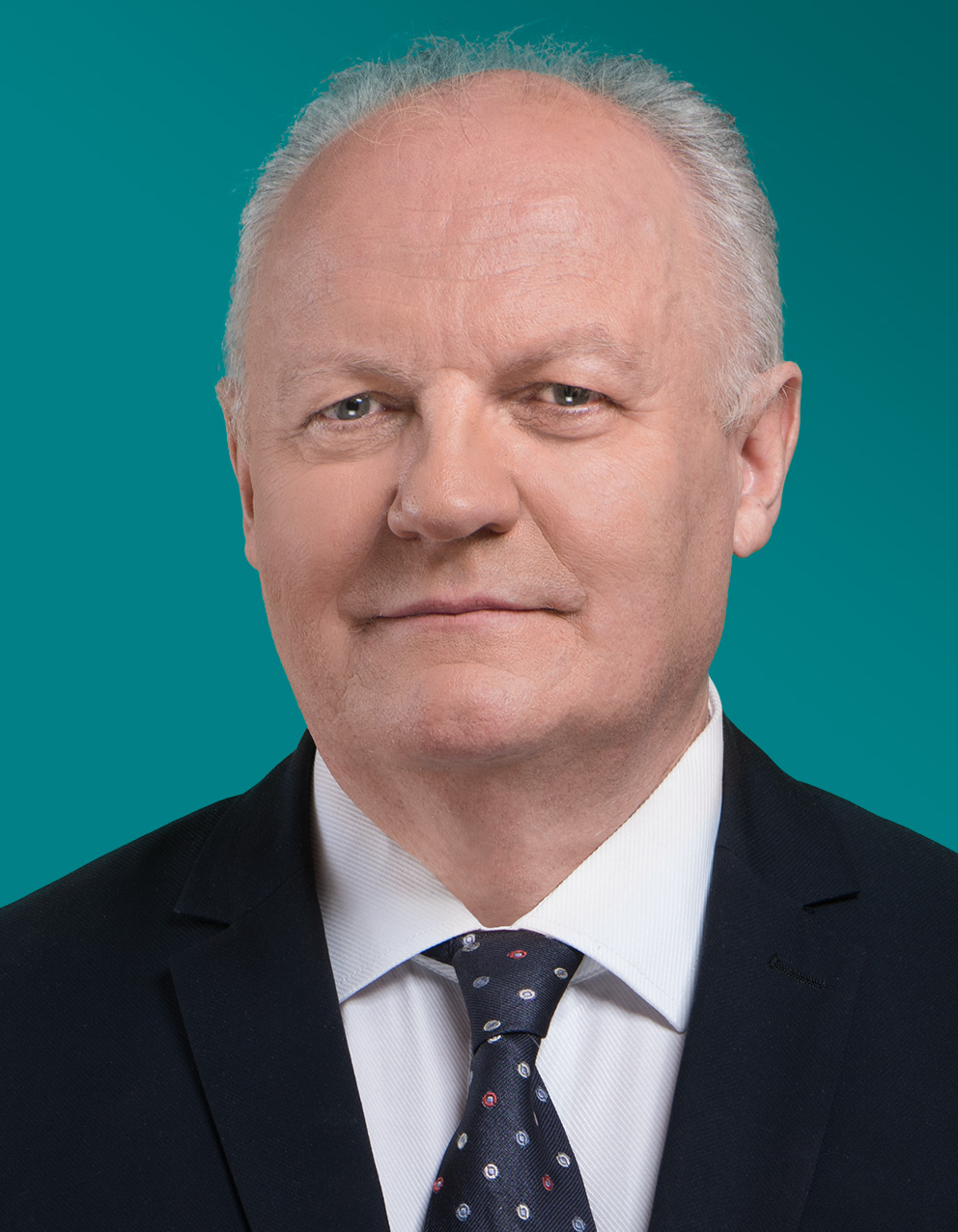
François Asselineau
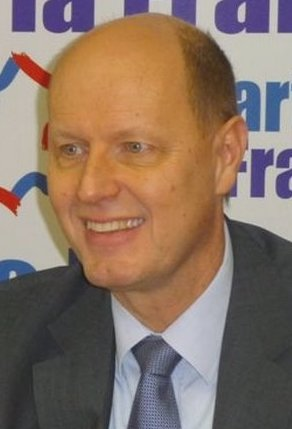
Carl Lang

- François Amanrich, président du mouvement des Cléocrates, partisan du tirage au sort, avait annoncé avoir obtenu suffisamment de parrainages mais n'en aurait obtenu que 489[39].
- François Asselineau, inspecteur général des finances, professeur dans plusieurs écoles de commerce, et président du parti politique Union populaire républicaine (UPR) qu'il a fondé le 25 mars 2007. Il a annoncé officiellement sa candidature le 3 décembre 2011 lors du congrès national de l'UPR à Nogent-sur-Marne[40]. Il déclare avoir obtenu 17 parrainages pour environ 1800 maires contactés[41].
- Gilles Bourdouleix , président du CNIP et député-maire de Cholet, annonce sa candidature en novembre 2011[42]. Il ne parvient cependant pas à réunir les 500 parrainages suffisants[43].
- Brigitte Goldberg, présidente du parti LGBT Avenir-2012, a annoncé sa candidature en mai 2011[44]. Elle annonce cependant ne pas avoir réuni suffisamment de parrainages de maires mais qu'elle compte se présenter en 2017[45].
- Jean-Marc Governatori, secrétaire national de l'Alliance écologiste indépendante a annoncé sa candidature le 23 juin 2011. Aux côtés de Stéphane Ayrault, également secrétaire national de l'Alliance écologiste indépendante, il défend la vision d'une écologie indépendante des autres partis politiques[46] pour "Libérer l'Avenir", en se positionnant au-delà du clivage droite-gauche[47]. Il revendiquait 433 parrainages quelques jours avant la clôture[48].
- Carl Lang : Le Comité de liaison de la résistance nationale est une structure politique créée en juillet 2010, pour fédérer trois petits partis issus de scissions du FN : la Nouvelle droite populaire (NDP) de Robert Spieler, le Mouvement national républicain (MNR) d'Annick Martin et le Parti de la France (PdF) de Carl Lang. Ce dernier est officiellement désigné candidat en septembre 2011[49]. Il annonce cependant le 16 mars 2012 qu'il n'a recueilli que 447 parrainages[50],[48].
- Corinne Lepage, ministre de l'Écologie de 1995 à 1997 et députée européenne depuis 2009, est candidate au nom du parti écologiste Cap21, qu'elle préside. Elle annonce sa candidature à l'élection présidentielle le 4 octobre 2011[51]. Elle a été candidate en 2002, obtenant 1,88 % (soit 535 837 voix). En 2012, elle n'obtient que 476 signatures nécessaires sur les 500 requises puis voit son recours refusé par le Conseil constitutionnel, ne pouvant ainsi pas être candidate[52].
- Patrick Lozès, ancien président du Conseil représentatif des associations noires de France (CRAN), a confirmé sa candidature le 4 mai 2011[53]. Il renonce faute de parrainages suffisants[39].
- Nicolas Miguet, fondateur du Rassemblement des contribuables français, a annoncé son intention de se présenter une troisième fois après avoir recueilli 270 parrainages en 2002 et 453 en 2007[54]. Il doit finalement renoncer, après avoir obtenu, selon ses dires, 491 parrainages[55].
- Maxime Verner, étudiant de Bron, créateur de l'association « Candidat à 18 ans »[56] et disciple de Rachid Nekkaz[57] (président du Rassemblement social-démocrate, Nekkaz n'avait pas obtenu les parrainages nécessaires en 2007), veut être candidat à l'Élysée comme « porte-voix de la jeunesse en 2012[58]». Il ne récolte cependant que 358 parrainages, ce qui ne lui permet pas d'être candidat[59]. Le 17 mars, il annonce qu'il soutient Nicolas Sarkozy[60].
- Patrick Cosseron de Villenoisy, candidat du parti royaliste Alliance royale, de tendance légitimiste[61], ne parvient pas à obtenir les 500 parrainages nécessaires[62].
- Dominique de Villepin envisage de se présenter dès 2010[63]. Il fonde son mouvement politique, République solidaire le 19 juin 2010, dans ce but[64]. Alors que la presse faisait état d'un rapprochement entre l'ancien Premier ministre et le président de la République Nicolas Sarkozy, Dominique de Villepin annonce par surprise sa candidature le 11 décembre 2011. Il ne parvient cependant pas à réunir les 500 parrainages[65]. Quelques jours après la clôture des dépôts de parrainages, Le Canard enchaîné affirme, sur la base d'un témoignage anonyme d'un proche de Dominique de Villepin, que ce dernier avait assez de signatures mais qu'il avait renoncé par peur d'un score trop faible lors des élections[66]. Son parti, par l'intermédiaire de Brigitte Girardin, dément catégoriquement[66].

### Annonce officielle puis retrait

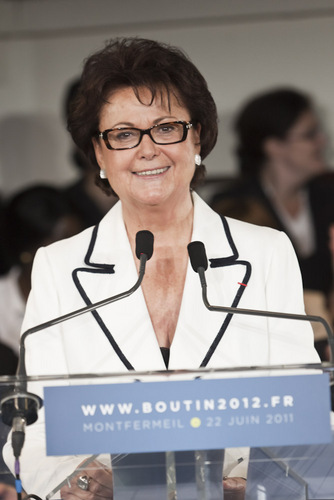
Christine Boutin
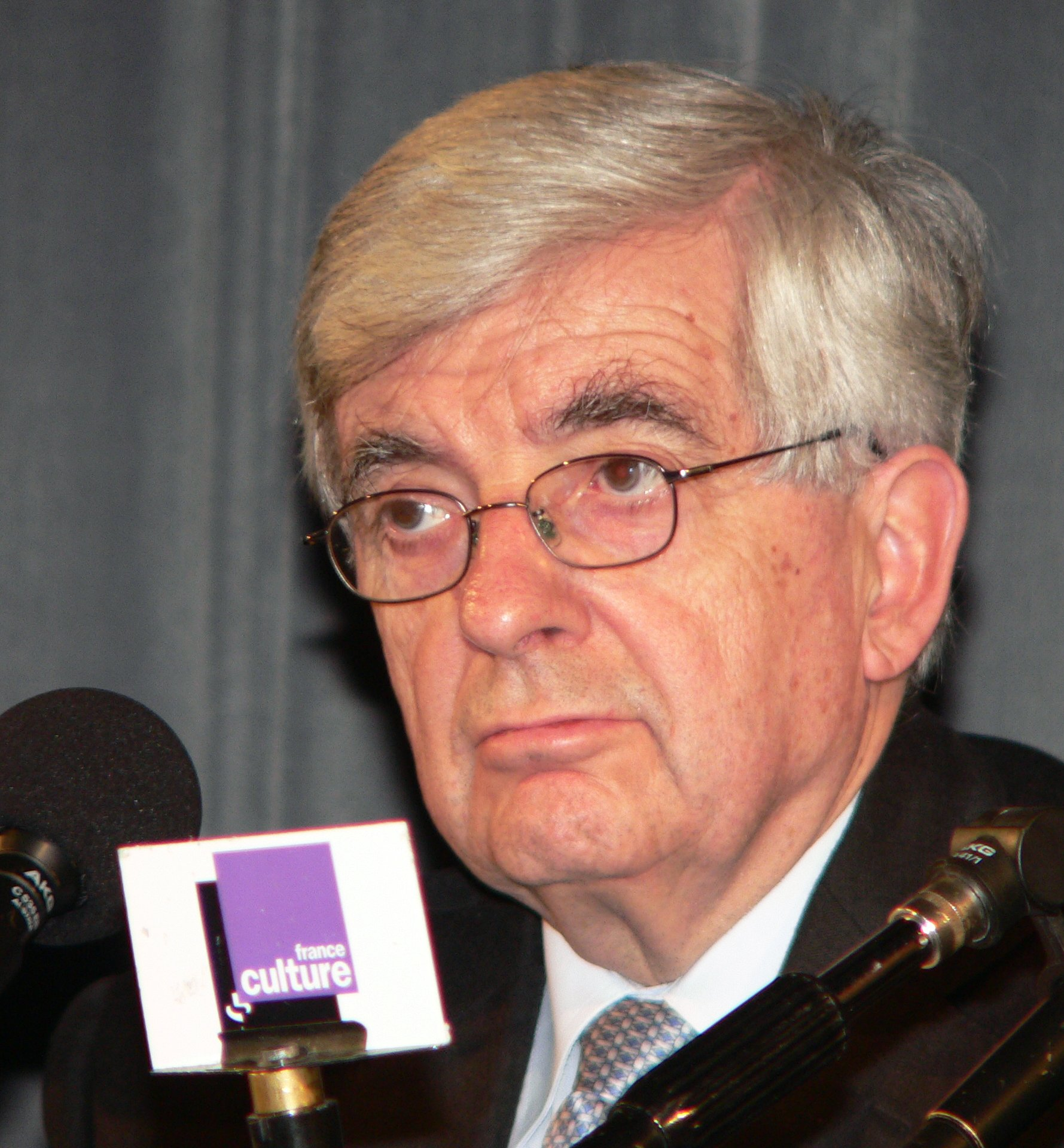
Jean-Pierre Chevènement
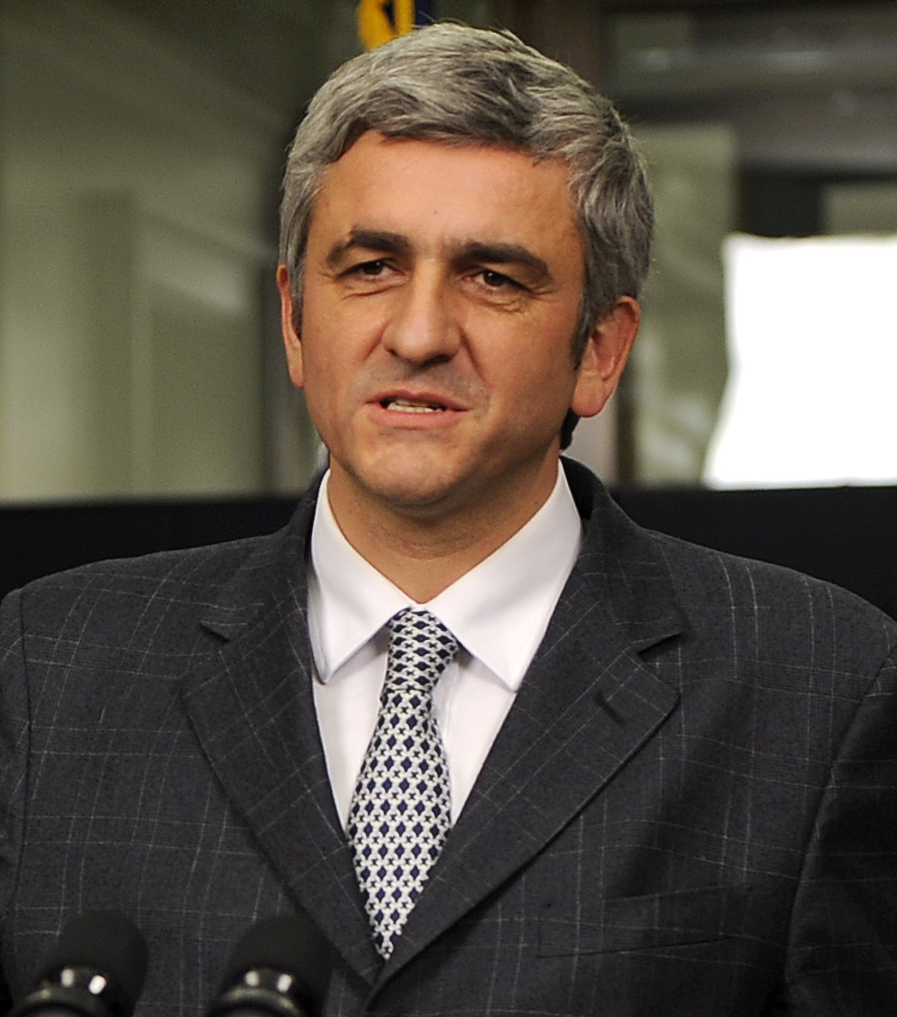
Hervé Morin
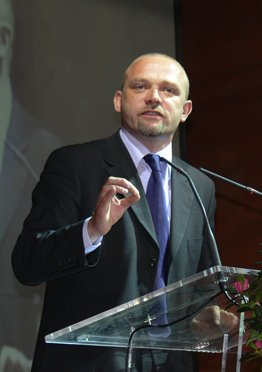
Frédéric Nihous

- Robert Baud, qui n'avait obtenu aucune des signatures nécessaires pour se présenter en 2007[67], est le premier candidat officiel pour 2012, le 5 septembre 2010[67]. Se situant lui-même « entre les Verts, les socialistes et le NPA »[68], il retire sa candidature le 15 janvier 2012 en faveur de celle de Jacques Borie[69]. Le 15 mars, à la suite du retrait de la candidature de Jacques Borie, il apporte également son soutien à Jean-Luc Mélenchon[70]
- Jacques Borie, ancien membre du Parti radical de gauche et tête de liste aux élections européennes de 2009 pour Europe Démocratie Espéranto dans la circonscription Nord Ouest. Soutenu par Europe - Liberté[71]. Le 5 janvier 2012, il est rejoint par Robert Baud[69]. Le 14 mars 2012 il retire sa candidature et apporte son soutien à Jean-Luc Mélenchon[72],[73].
- Patrick Bourson, ancien braqueur de banques et viticulteur (anciennement associé à Jean-Marie Le Pen dans la société des champagnes François Daumale), a quitté le Front national pour créer une formation baptisée « Ensemble redressons la France »[74]. Après avoir annoncé qu'il avait obtenu 502 signatures, Patrick Bourson se retire de la course à la présidentielle — en faveur de Nicolas Sarkozy — pour des questions financières que pourrait lui coûter cette campagne[75].
- Christine Boutin, 68 ans, présidente du Parti chrétien-démocrate, ancienne ministre et candidate à la présidentielle en 2002, officialise sa candidature à la présidentielle le 22 juin 2011[76], puis se retire le 13 février 2012 et apporte son soutien à Nicolas Sarkozy alors qu'il n'est alors pas officiellement candidat[77]. Son parti reçoit par la suite 680 000 euros de l’UMP, en remboursement de ses frais de précampagne[78].
- Jean-Pierre Chevènement, 72 ans, sénateur du Territoire de Belfort, annonce le 4 mai 2011 lors d'une émission de radio : « pour ma part, je serai candidat pour faire bouger les lignes[79] ». Il officialise sa candidature le 5 novembre 2011 au journal télévisé de France 2. Dans le même temps, Jean-Luc Laurent, président effectif du MRC, lance une campagne de parrainage pour Jean-Pierre Chevènement. Le 1er février 2012, il annonce le retrait de sa candidature par manque de moyen[80].
- Hervé Couasnon, conducteur de bus à Périgueux et « poète escaladeur », a annoncé sa candidature le 1er avril 2011 à Bordeaux après avoir déjà échoué à réunir les parrainages nécessaires pour se présenter en 2007[81]. Il la retire le 1er février 2012 alors qu'il revendique 130 parrainages. Quoique de sensibilité de gauche, il appelle ses parrains à apporter leur signature à Marine Le Pen, considérant que « la démocratie est en danger » si la candidate FN ne peut pas se présenter[82].
- David Derrien, alias « Dédé l'Abeillaud », candidat de la biodiversité[83],[84] se retire après avoir obtenu environ 350 signatures de maires[85],[86].
- Arnaud Gouillon, candidat du Bloc identitaire le 30 novembre 2011.
- Christopher Guéna, étudiant en droit lavallois et président du parti Société nouvelle a annoncé sa candidature le 10 décembre 2011 dans une lettre aux élus puis le 11 décembre sur son blog. Il retire cependant le 13 mars 2012 sa candidature[87].
- Hervé Morin, président du Nouveau Centre et ancien ministre de la Défense, a annoncé le 9 novembre 2011 sur BFM TV qu'il sera candidat à l'élection présidentielle[88] avant de l'officialiser le 27 novembre à Berville-sur-Mer[89]. Il n'est cependant pas candidat au nom de l'Alliance, et le congrès national du Nouveau Centre annonçait ne décider du soutien à la candidature que le 25 février 2012[90]. Hervé Morin retire finalement sa candidature le 16 février 2012, et apporte son soutien à la candidature de Nicolas Sarkozy[91].
- Frédéric Nihous, président de Chasse, pêche, nature et traditions, candidat à l'élection présidentielle de 2007, annonce sa candidature le 16 juin 2011[92]. Il retire sa candidature le 22 février 2012 et apporte son soutien à Nicolas Sarkozy[93].
- Yves Piétrasanta, vice-président du conseil régional du Languedoc-Roussillon et président de Génération écologie, est désigné candidat par son parti fin mai 2011[94]. Il annonce le 7 février 2012 qu'il retire sa candidature et rejoint l'équipe de campagne de François Hollande[95].
- Yves Bontaz, ancien chef d'entreprise, connu pour sa participation au film Ma mondialisation[96]. Il annonce que sa campagne est de la rigolade[97].

### Candidats à l'investiture d'un parti

#### Parti socialiste

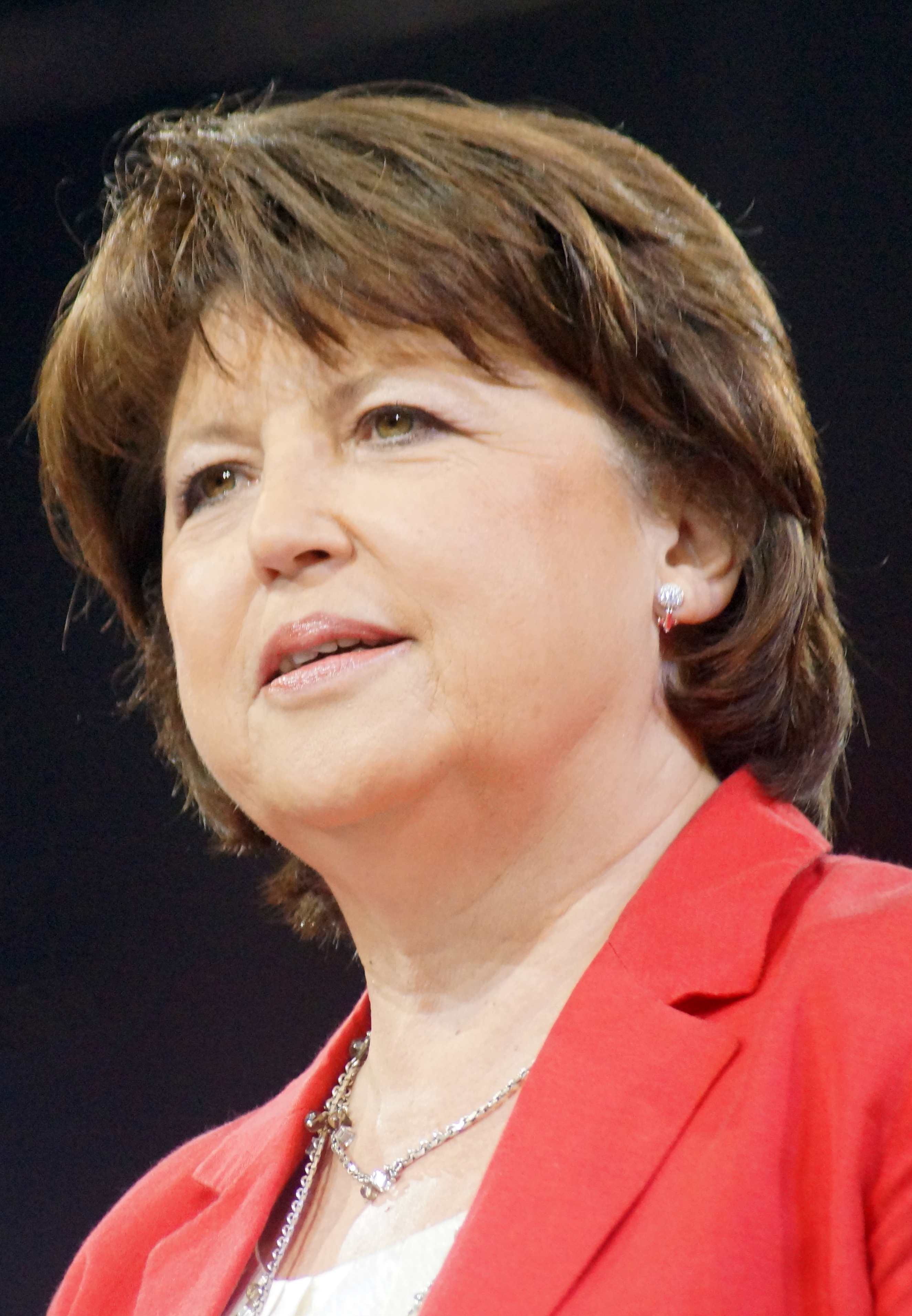
Martine Aubry
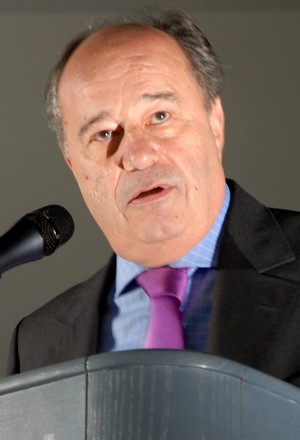
Jean-Michel Baylet
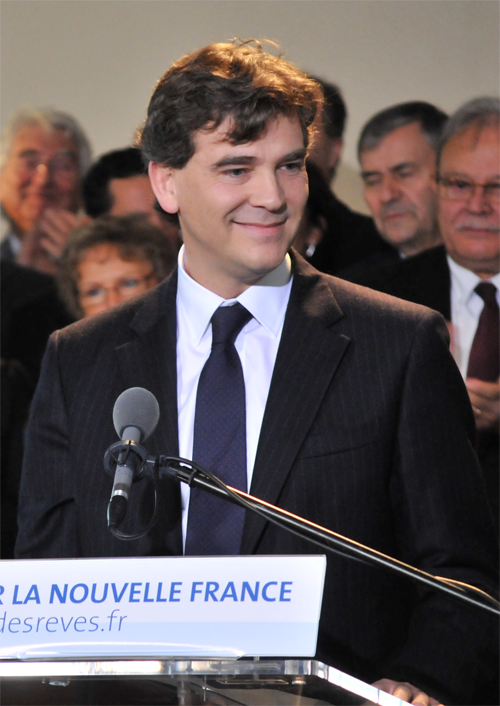
Arnaud Montebourg
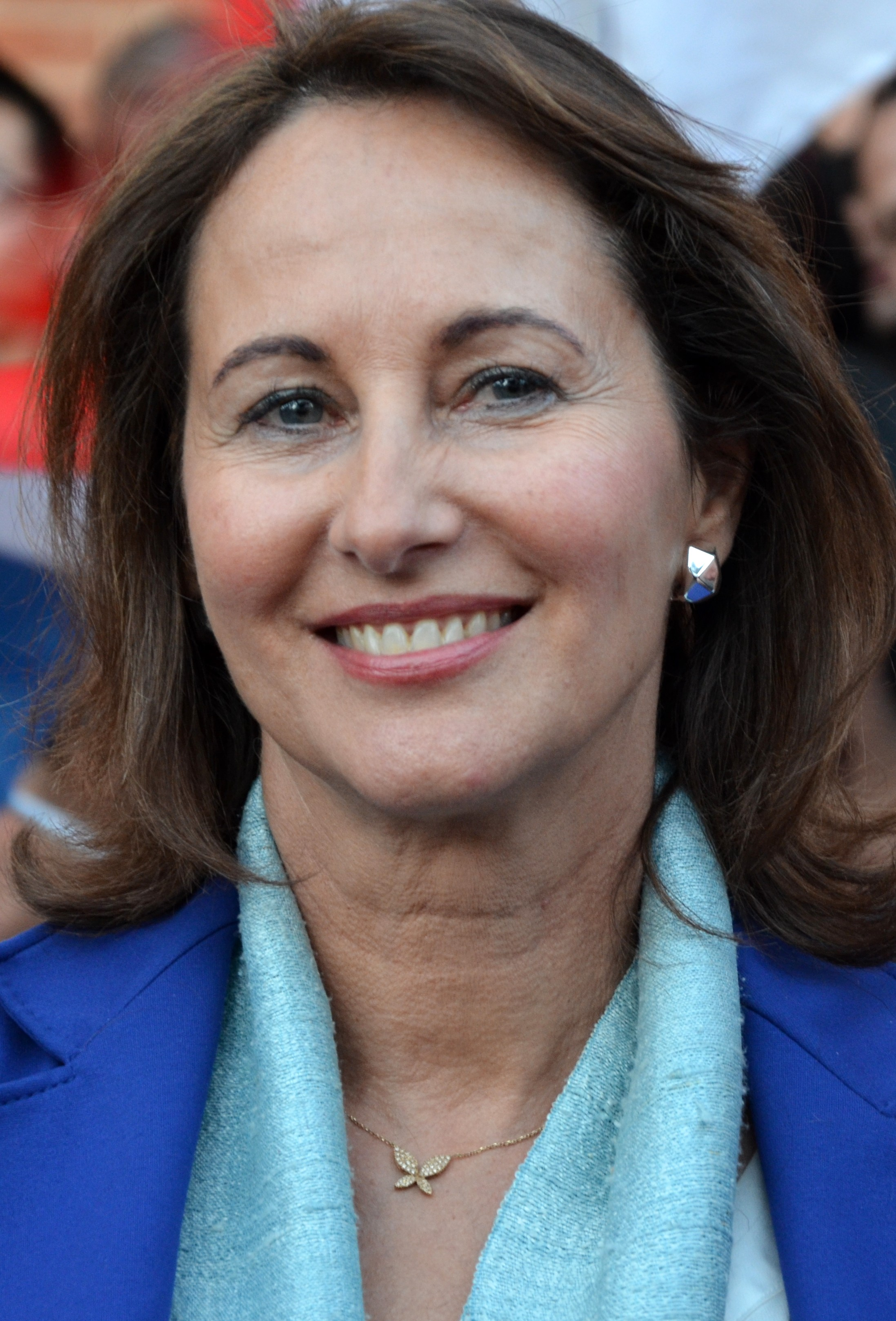
Ségolène Royal
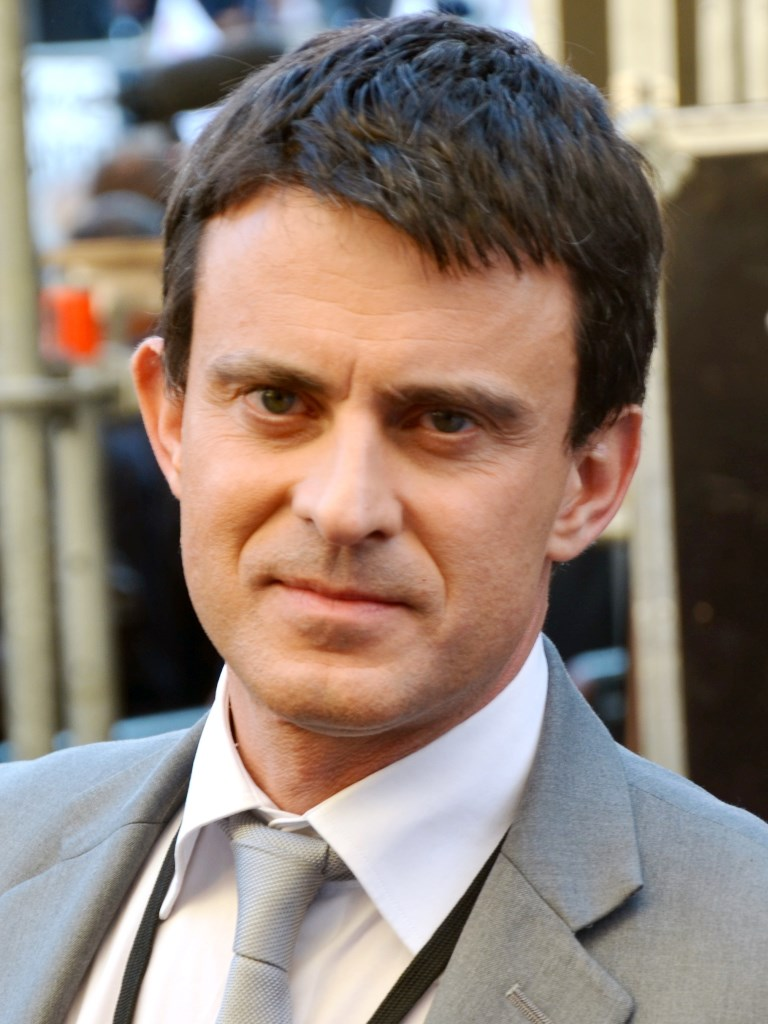
Manuel Valls

Martine Aubry, Jean-Michel Baylet, Arnaud Montebourg, Ségolène Royal et Manuel Valls, candidats de la primaire socialiste, battus par François Hollande. D'autres socialistes avaient été pressentis pour être candidats aux primaires mais y ont renoncé pour diverses raisons : Jean-Louis Bianco (si Royal ne se présentait pas), Gérard Collomb (candidature évoquée en cas de non participation de Strauss-Kahn), Laurent Fabius (s'il n'y avait ni Aubry ni Strauss-Kahn candidats), Benoît Hamon (si Aubry ne se présentait pas), Daniel Le Scornet (parrainages insuffisants), Jean Mallot (candidature non aboutie), Anne Mansouret (retrait de candidature), Pierre Moscovici (candidature évoquée en cas de non participation de Strauss-Kahn), Rachid Nekkaz (parrainages insuffisants), Christian Pierret (parrainages insuffisants), Dominique Strauss-Kahn (souhait d'être candidat mais empêché par l'affaire DSK).

#### Europe Écologie Les Verts

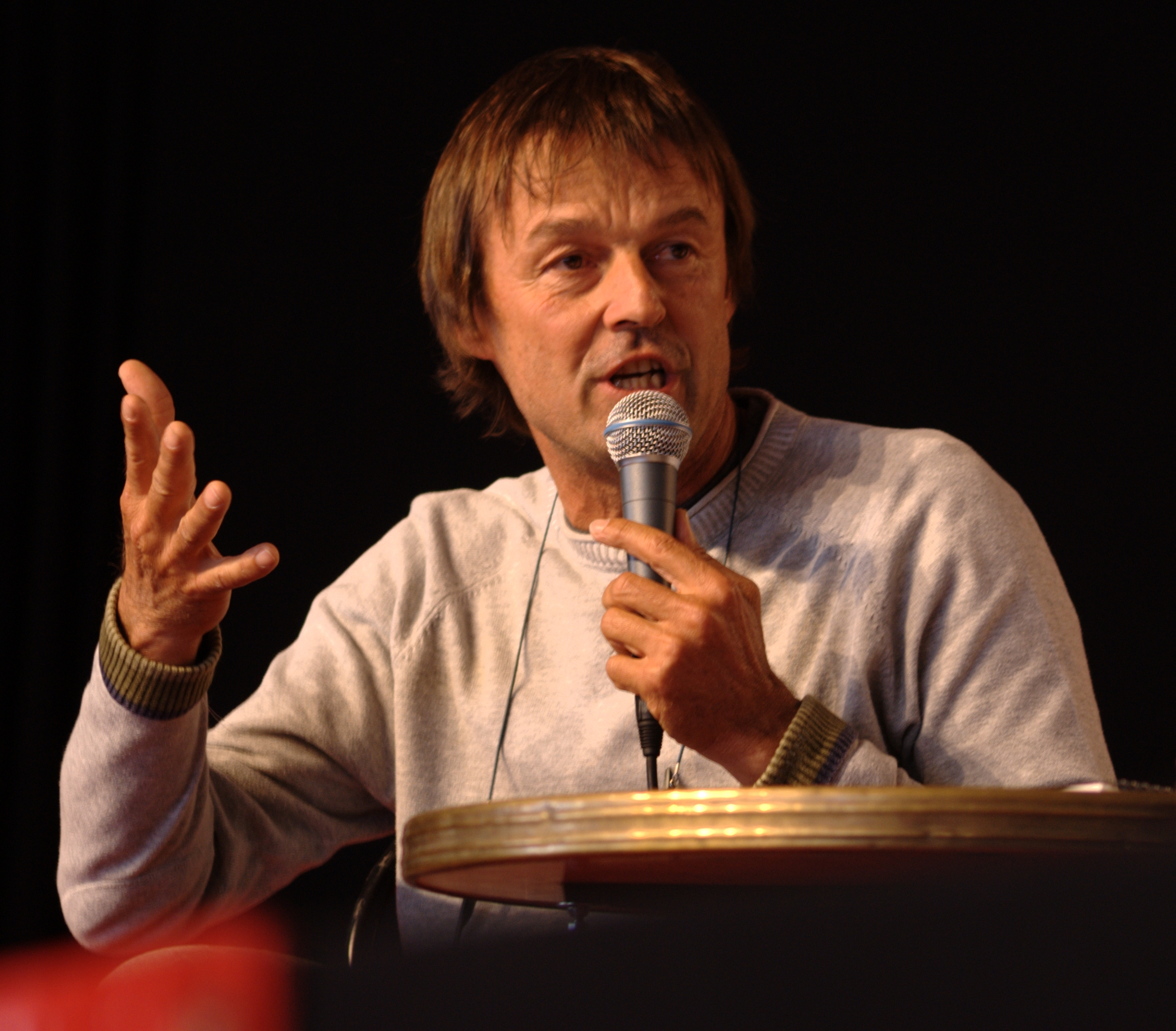
Nicolas Hulot
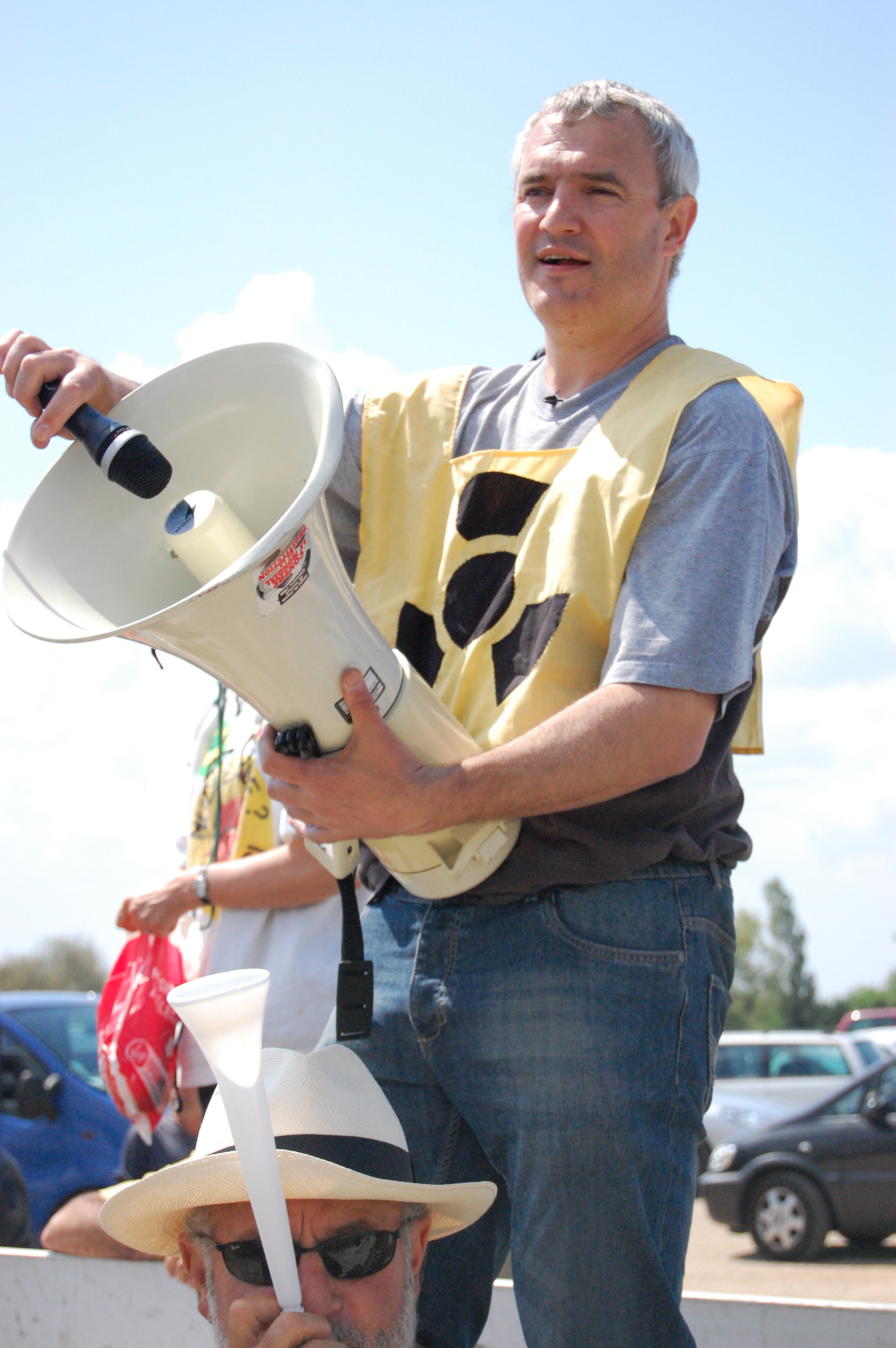
Stéphane Lhomme

Nicolas Hulot, Stéphane Lhomme et Henri Stoll, candidats de la primaire écologiste, battus par Eva Joly. Trois autres personnes avaient annoncé leur souhait d'être candidats à la primaire : Yves Cochet au cas où ni Hulot ni Cohn-Bendit n'étaient candidats, Louisa Benzaïd et Moncef Kdhir, qui n'ont pas obtenu les parrainages suffisants.

#### Parti communiste français

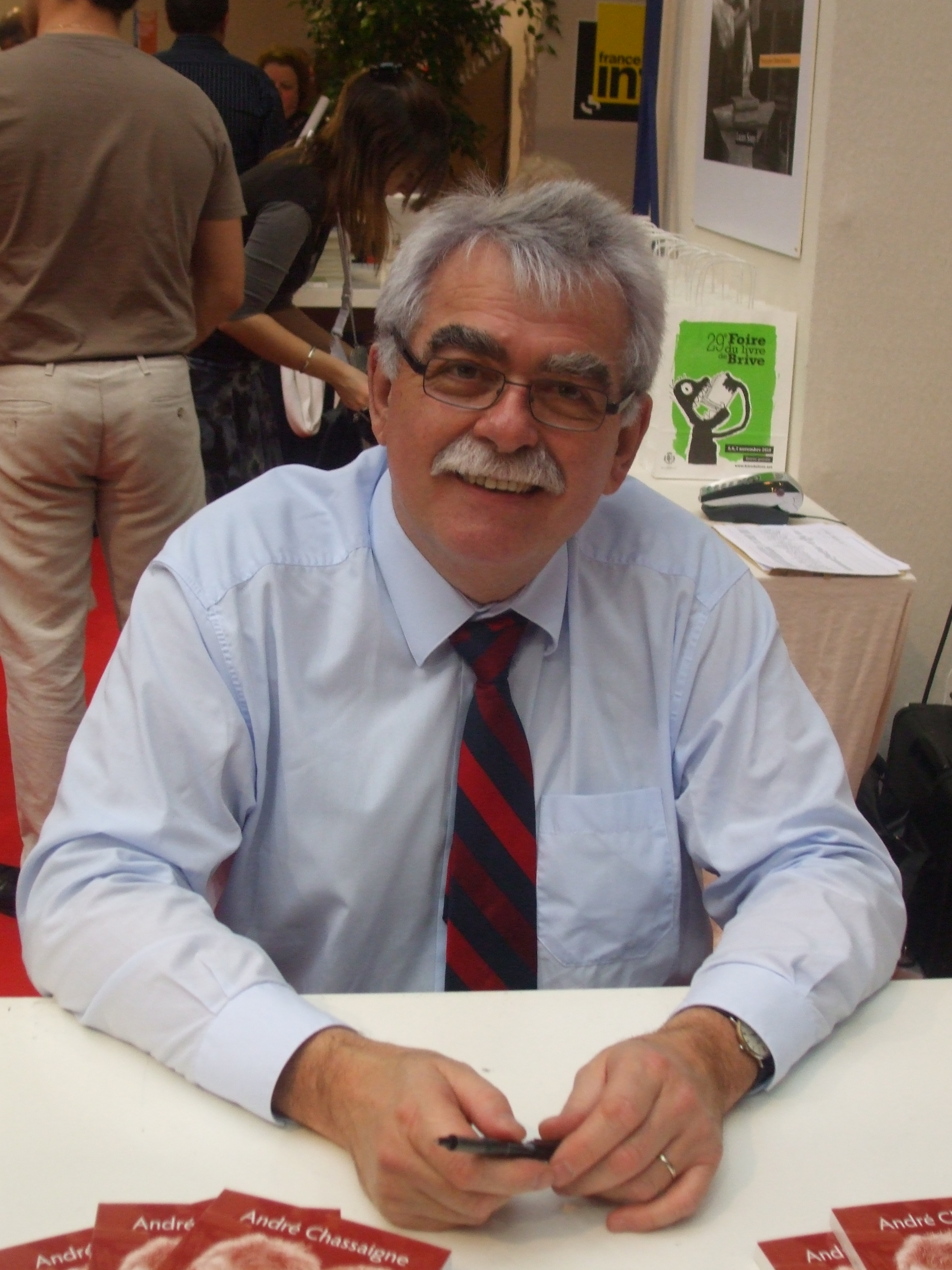
André Chassaigne

André Chassaigne et Emmanuel Dang Tran, candidats pour la consultation interne du PCF, battus par Jean-Luc Mélenchon. Trois autres membres du PCF avaient déclaré souhaiter être candidats : Alain Bocquet (intention non confirmée), André Gerin (retrait au profit de Chassaigne) et Maxime Gremetz (intention non confirmée).

### Abandons ou non confirmations
Voir aussi les personnalités ayant été pressenties pour l'investiture d'un parti mais n'ayant finalement pas présenté leur candidature lors des élections primaires.

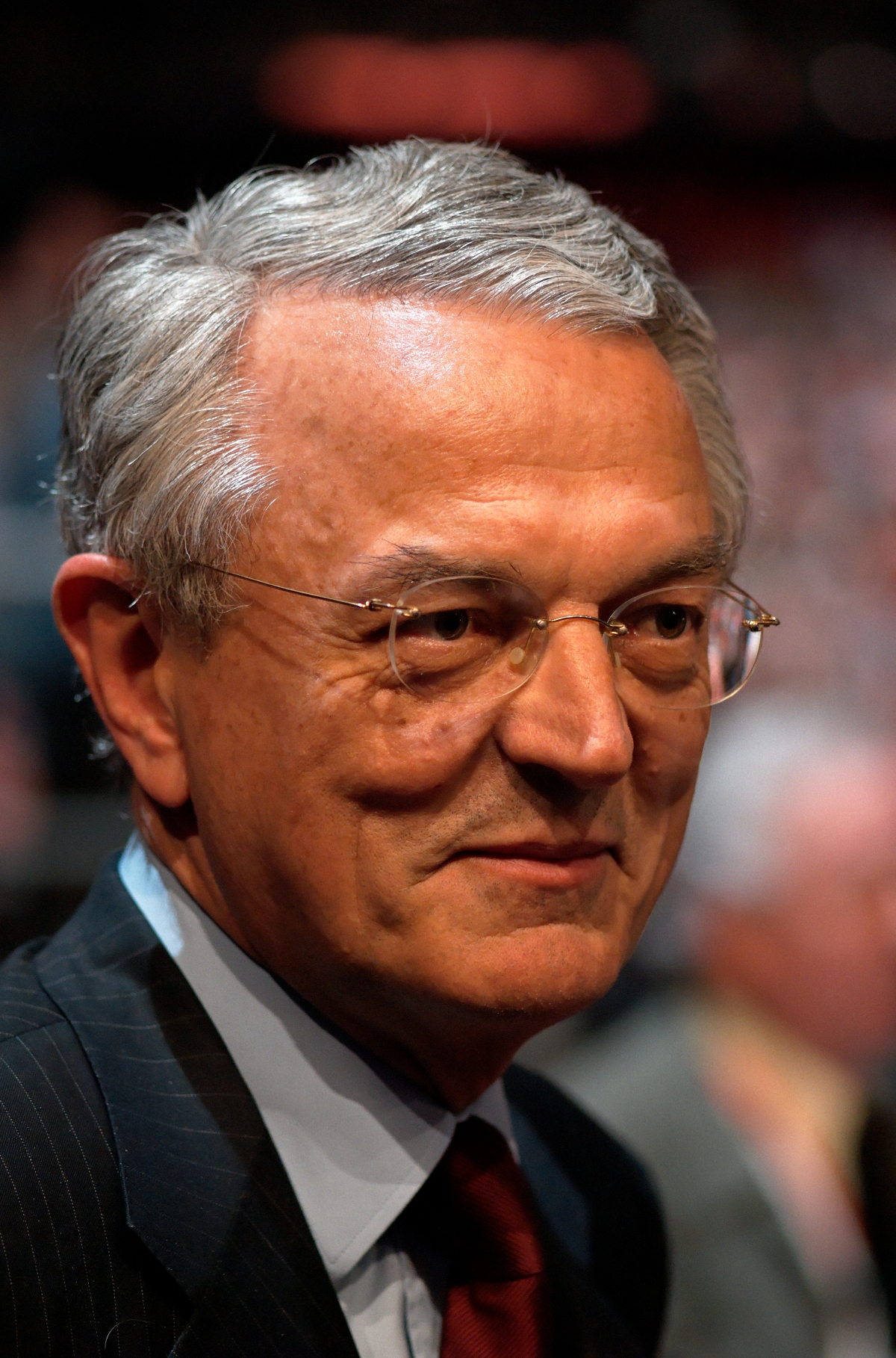
Jean Arthuis
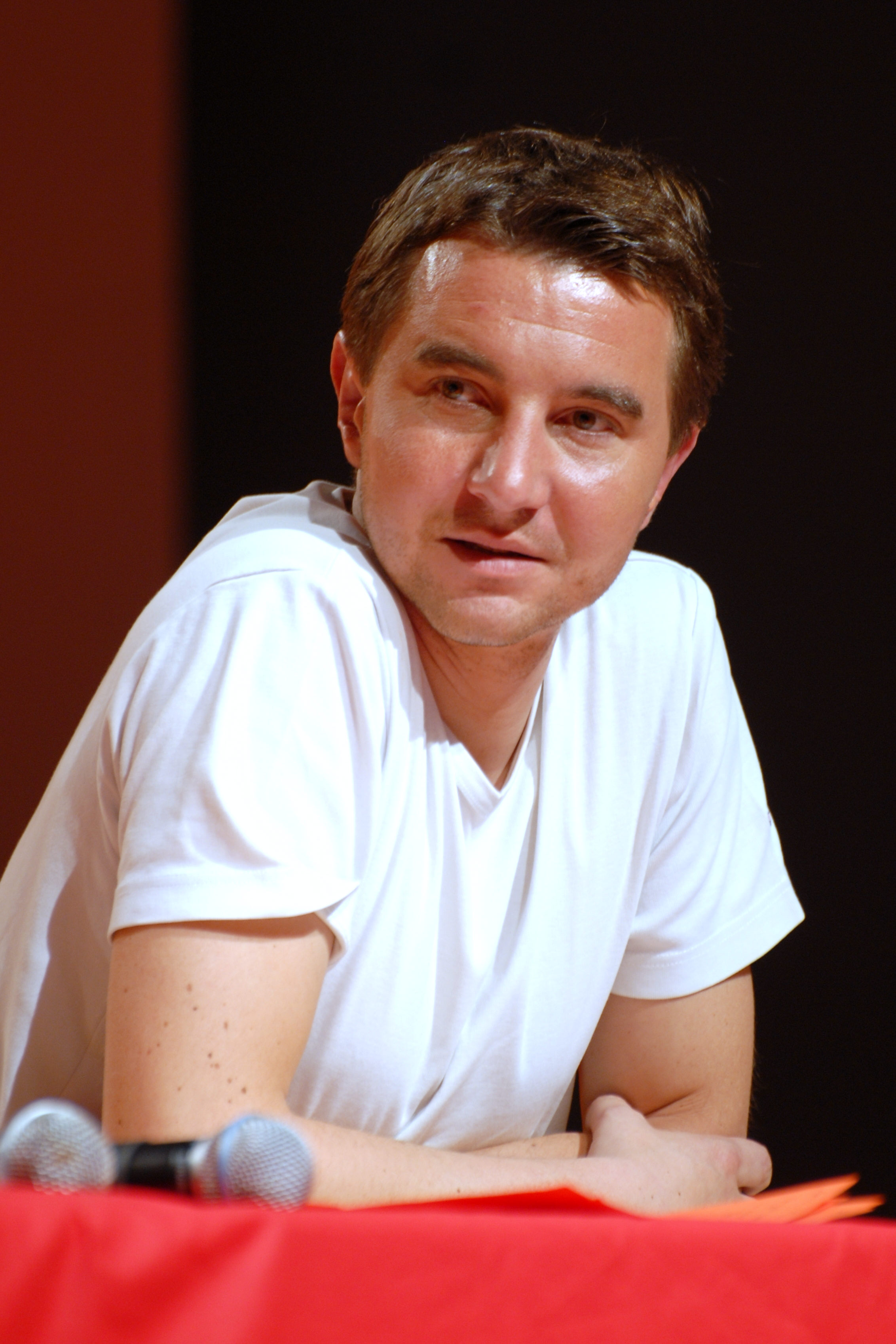
Olivier Besancenot
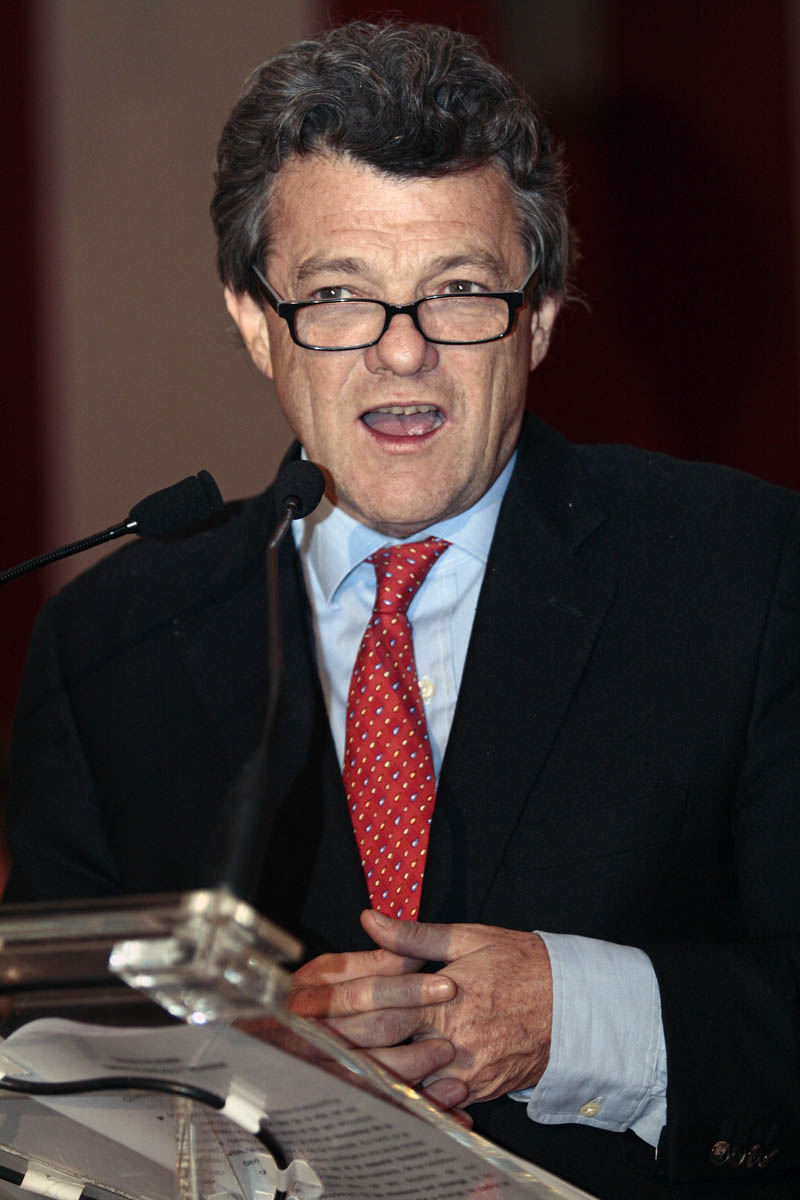
Jean-Louis Borloo
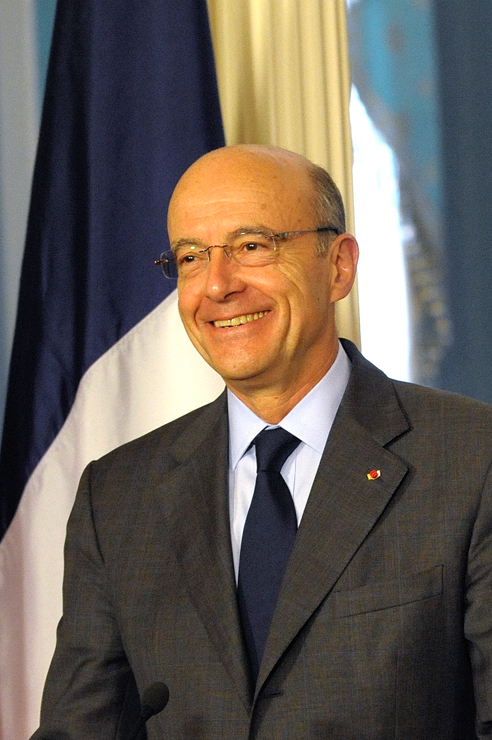
Alain Juppé
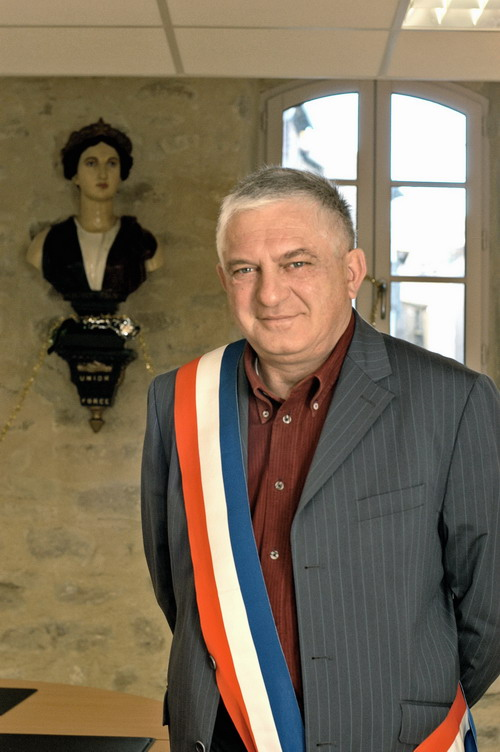
Gérard Schivardi

- Jean Arthuis, 67 ans, sénateur de la Mayenne et président de l'Alliance centriste, a indiqué le 26 janvier 2011 qu'il souhaitait un candidat du centre indépendant et qu'il songeait lui-même à se présenter[99]. En décembre de la même année, il annonce son soutien à François Bayrou[100].
- Olivier Besancenot, porte-parole du Nouveau Parti anticapitaliste et candidat en 2002 et 2007. Pressenti pour représenter le NPA, il annonce en mai 2011 qu'il ne souhaite pas être à nouveau candidat[101].
- Jean-Louis Borloo, ancien ministre et président du Parti radical, avait plusieurs fois évoqué sa possible candidature mais y a finalement renoncé le 2 octobre 2011[102].
- Alain Juppé, maire de Bordeaux et ancien Premier ministre, annonce en 2008 qu'il n'est « fermé à rien »[15]. En 2010, il déclare qu'il serait candidat à l'investiture de l'UMP si Nicolas Sarkozy ne se présentait pas[16]. Certains sondages prennent en compte cette possibilité[15] mais la candidature de Nicolas Sarkozy rend caduque l'éventualité de celle d'Alain Juppé.
- Gérard Schivardi, candidat en 2007 soutenu par le Parti des travailleurs (0,34 % des suffrages), annonce à l'issue du congrès exceptionnel du Parti ouvrier indépendant tenu le 2 septembre 2011 à Paris, qu'il ne se représentera pas. Dénonçant la « mascarade démocratique » de l'élection présidentielle, il fait cependant part de son intention d'être candidat aux élections législatives dans l'Aude[103].
- L'Alliance républicaine, écologiste et sociale, confédération politique française, regroupant plusieurs formations centristes (Parti radical, Nouveau Centre, La Gauche moderne, Convention démocrate), principalement de centre droit, avait pour vocation, entre autres, à présenter un candidat à l'élection présidentielle de 2012 mais Jean-Louis Borloo puis Hervé Morin ont renoncé à la candidature.

### Autres candidats déclarés
Cette section regroupe d'autres déclarations de candidatures relayées dans les médias.

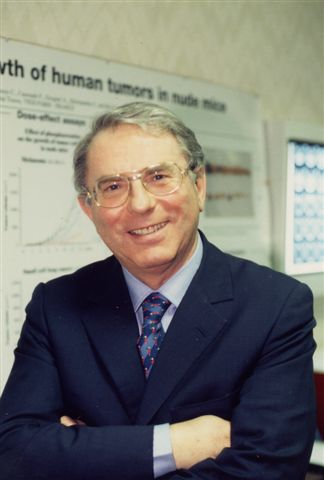
Victor Izrael
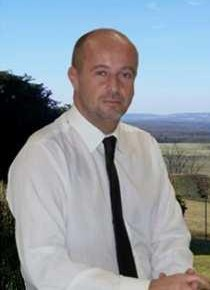
Nicolas Stoquer

- Calixthe Beyala, écrivaine française d’origine camerounaise, a annoncé son intention de se présenter au nom de « la diversité[104] ».
- Gérard Borgia, retraité de Castellar, a annoncé sa candidature en 2010 en lançant son mouvement « Ensemble pour la France[105] ».
- Alexandre Callet, restaurateur, fondateur du parti France Unité[106].
- Renaud Camus, pour le Parti de l'In-nocence. Il avait déjà tenté, en vain, d'être candidat en 2007[107].
- Kenza Drider, avignonnaise portant le niqab[108].
- Hélène Feo : candidate soutenue par le Parti fédéraliste européen (PFE) entend porter le projet d'une Europe différente[109].
- Gérard Gautier, ancien conseiller régional de Bretagne et président du mouvement Blanc c'est exprimé, a annoncé sa candidature afin de réclamer des réformes démocratiques, dont la reconnaissance du vote blanc[110].
- Patrick Giovannoni, président du Parti républicain chrétien (PRC), une petite formation proche des communautés évangéliques[111], a annoncé sa candidature en janvier 2010[112]. En 2007, le PRC avait renoncé à présenter un candidat[111].
- Stéphane Guyot, président du Parti du vote blanc (PVB), a annoncé sa candidature[113] pour « amener les hommes politiques qui nous gouvernent à aménager leurs programmes en considérant le vote blanc ».
- Victor Izrael, médecin cancérologue, annonce le 5 octobre 2011 son intention de se présenter, afin de relancer le Plan Cancer[114].
- Cindy Lee (de son vrai nom Isabelle Laeng'), fondatrice du Parti du Plaisir[115].
- Laurent Lenne, auteur-compositeur-interprète, pasteur de l'Église vieille-catholique à La Seyne-sur-Mer[116] connu pour sa participation à une émission de télé-réalité (Secret Story, en 2008), a annoncé son intention d'être candidat[117], sous la bannière « Croyance Démocrate »[118].
- Nicole Pradalier, sans étiquette[119].
- Frédéric Pradelle dit « Ze Fred », musicien et éducateur à Hauteville-Lompnes, qui se veut le « candidat des cons »[120].
- Francis Rongier, retraité stéphanois qui avait déjà tenté de se présenter en 1988, veut être le candidat des retraités et des automobilistes[121].
- Nicolas Stoquer, président du Rassemblement pour la France, annonce sa candidature à l'élection présidentielle le 9 novembre 2011[122].
- Claude Weber, ancien cadre, aujourd'hui à la tête du parti Union élargie des seniors, se pose en porte-parole des seniors[123].
- Clément Wittmann, militant écologiste de Côte-d'Or, a annoncé sa candidature pour défendre le principe de la décroissance[124].

## Actions diverses connexes
- Christophe Alévêque joue, avec son personnage « Super Rebelle », le rôle d'un candidat fictif à l’élection présidentielle[125].
- Marion Cotillard, Mélanie Laurent et Zaz se sont déclarées candidates, dans le cadre de la campagne « Tous candidats 2012 » du mouvement « Colibris » de Pierre Rabhi, qui propose à toute personne de se déclarer candidate pour une société plus écologique et plus humaine[126].
- Éric Cantona fut à la recherche de ses 500 parrainages. Il a écrit le 4 janvier 2012 à l'ensemble des maires de France une lettre dans le but de pouvoir s'exprimer lors des débats prévus pour l'élection présidentielle[127]. Sa démarche n'est pas de se porter candidat, mais de mettre en avant le problème du mal logement dans la campagne présidentielle avec l'aide de la Fondation Abbé-Pierre[128].